# Fribourg (ville suisse)
Pour les articles homonymes, voir Fribourg.
Fribourg (en allemand : Freiburg) est une ville et une commune suisse du canton de Fribourg, sur la Sarine. Elle est la capitale du canton de Fribourg et le chef-lieu du district de la Sarine.
La ville se situe de chaque côté de la Sarine sur le Plateau suisse, à la frontière culturelle entre la Suisse alémanique et romande. Officiellement francophone mais bilingue de fait avec plus de 85 % de francophones et un peu moins de 15 % de germanophones fin 2023, Fribourg est un important centre économique, administratif et éducatif, qui abrite une université. L'Agglomération de Fribourg est organisée autour d'elle depuis 2008.
Elle se place sous le patronage de saint Nicolas, de sainte Barbe et de sainte Catherine.

## Géographie

### Situation
Fribourg est située en Nuithonie, à l'ouest du Plateau suisse (qui constitue l'une des trois principales aires géographiques de la Suisse), à 28 km à vol d'oiseau au sud-ouest de Berne (la ville fédérale), elle occupe une position majeure sur l'axe est-ouest d'importance nationale.
Au pied des Préalpes fribourgeoises, distantes d'une quinzaine de kilomètres, elle communique par l'ouest du plateau vers Genève et la France, par l'est du plateau vers la vallée du Rhin et l'Europe centrale. À vol d'oiseau, Fribourg se trouve à 102 km de Genève, 123 km de Zurich, 51 km de Lausanne et 90 km de Bâle.
Fribourg est située à la frontière linguistique entre le français et l'allemand depuis le haut Moyen Âge[réf. nécessaire].

### Climat
Le climat de Fribourg est de type océanique dégradé (Cfb selon la classification de Köppen) – la moyenne du mois le plus froid étant trop élevée (> −3 °C) pour être de type continental. La ville connaît des hivers relativement rudes entrecoupés de périodes plus douces et des étés doux parsemés de canicules. Située au pied du versant nord des Alpes bernoises, qui agissent comme une barrière pour les courants humides, la ville connaît des précipitations relativement abondantes sans aucune période d'aridité. En revanche, lors des périodes anticycloniques, elle subit un courant de bise parfois soutenue, étant située sur le Plateau dont la configuration en entonnoir amplifie le phénomène. Comme sur le reste du Plateau suisse, les hivers sont peu ensoleillés, en raison des vents d'ouest plutôt fréquents ; ainsi que de la bise, qui soufflant entre le Jura et les Alpes, emprisonne l'air froid et humide sur le plateau, provoquant des brouillards pouvant persister toute la journée. L'été est en moyenne très doux sans être chaud à cause des vents d'ouest et de l'altitude, mais la ville n'exclut pas des vagues de chaleur, qui peuvent se poursuivre pendant plusieurs jours, souvent accompagnées d'orages en fin de journée. Le printemps et l'automne sont des saisons de transition, entre des vagues humides venant d'ouest et des périodes sèches, par la bise.
| Mois                                              | jan. | fév. | mars | avril | mai  | juin | jui. | août | sep. | oct. | nov. | déc. | année |
| ------------------------------------------------- | ---- | ---- | ---- | ----- | ---- | ---- | ---- | ---- | ---- | ---- | ---- | ---- | ----- |
| Température minimale moyenne (°C)                 | −2,6 | −2,5 | 0,5  | 3,2   | 7,5  | 11,2 | 13   | 12,7 | 9,1  | 5,6  | 1,3  | −1,8 | 4,8   |
| Température moyenne (°C)                          | −0,4 | 1,2  | 5,1  | 8,6   | 12,8 | 16,5 | 18,5 | 18,1 | 13,7 | 9,4  | 4,3  | 1,2  | 9,1   |
| Température maximale moyenne (°C)                 | 3,5  | 5,2  | 9,8  | 13,7  | 18   | 21,7 | 24   | 23,6 | 18,9 | 13,7 | 7,6  | 4    | 13,6  |
| Nombre de jours avec gel                          | 22   | 20   | 13,9 | 5,2   | 0,3  | 0    | 0    | 0    | 0    | 2,4  | 10,7 | 20   | 94,5  |
| Nombre de jours avec température maximale ≤ 0 °C  | 7,3  | 4,4  | 0,6  | 0     | 0    | 0    | 0    | 0    | 0    | 0    | 1,5  | 6,4  | 20,2  |
| Nombre de jours avec température maximale ≥ 25 °C | 0    | 0    | 0    | 0     | 2,1  | 8    | 13,7 | 12,6 | 2,6  | 0    | 0    | 0    | 39    |
| Nombre de jours avec température maximale ≥ 30 °C | 0    | 0    | 0    | 0     | 0    | 1,1  | 2,4  | 2,2  | 0    | 0    | 0    | 0    | 5,7   |
| Précipitations (mm)                               | 50   | 50   | 60   | 85    | 108  | 101  | 106  | 106  | 83   | 87   | 72   | 65   | 962   |
| dont neige (cm)                                   | 11   | 12   | 7    | 2     | 0    | 0    | 0    | 0    | 0    | 0,2  | 5    | 12   | 49    |
| Nombre de jours avec précipitations               | 9,2  | 8,4  | 9,6  | 9,7   | 12,4 | 11,4 | 10,3 | 10,6 | 8,7  | 10   | 9,9  | 10,3 | 120,5 |
| Humidité relative (%)                             | 84   | 79   | 72   | 71    | 73   | 72   | 70   | 72   | 78   | 83   | 85   | 85   | 77    |
| Nombre de jours avec neige                        | 3,3  | 3    | 1,7  | 0,7   | 0    | 0    | 0    | 0    | 0    | 0,1  | 1,1  | 2,7  | 12,6  |

| Diagramme climatique                                  |           |          |           |          |             |         |             |           |           |          |         |
| J                                                     | F         | M        | A         | M        | J           | J       | A           | S         | O         | N        | D       |
| 3,5−2,650                                             | 5,2−2,550 | 9,80,560 | 13,73,285 | 187,5108 | 21,711,2101 | 2413106 | 23,612,7106 | 18,99,183 | 13,75,687 | 7,61,372 | 4−1,865 |
| Moyennes : • Temp. maxi et mini °C • Précipitation mm |           |          |           |          |             |         |             |           |           |          |         |

### Site

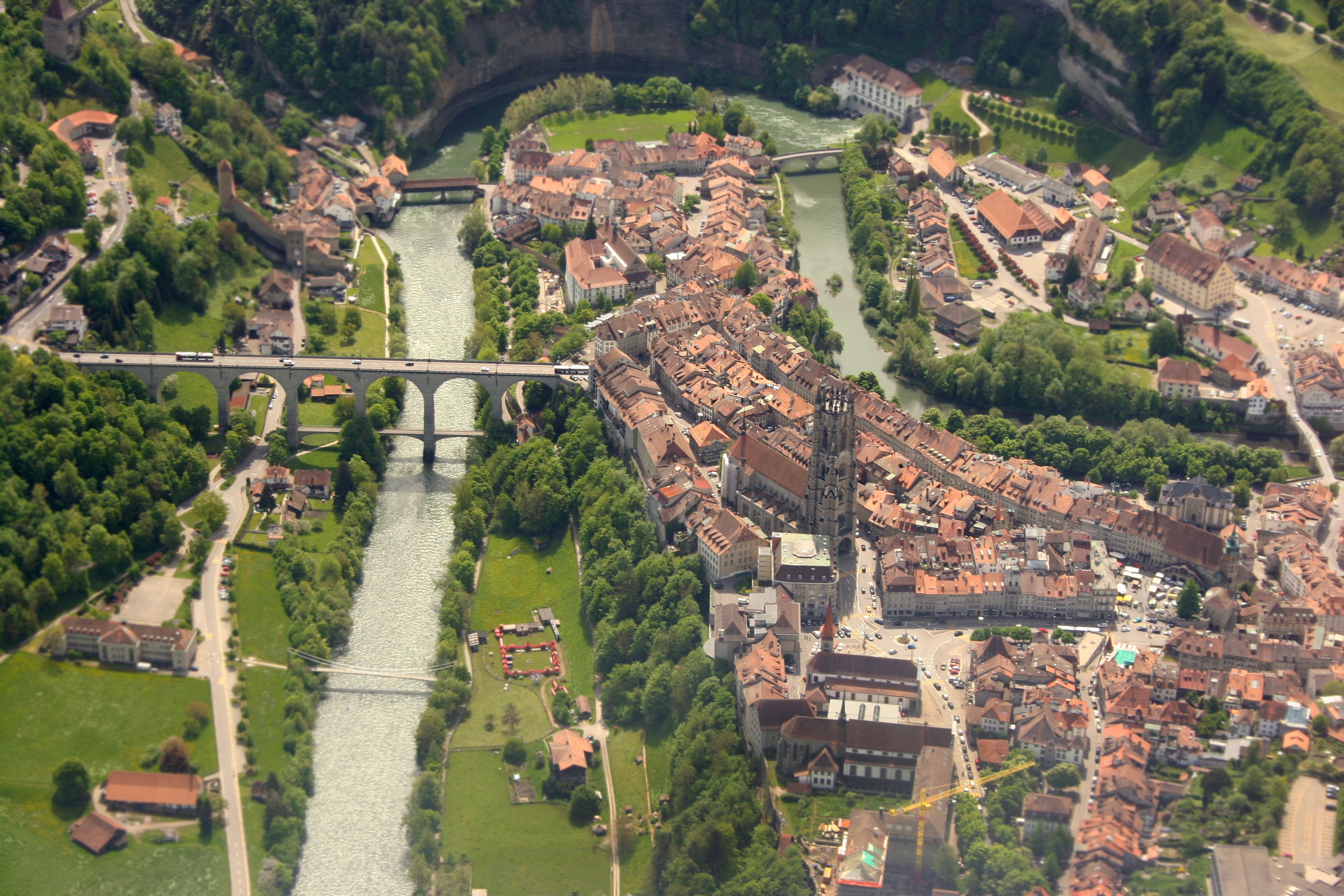
Vue aérienne de la vieille ville de Fribourg, en mai 2013.

Située à environ 600 mètres d'altitude, la ville est caractérisée par un relief très accidenté. Le point le plus bas de la ville (au bord de la Sarine) est à 541 mètres d'altitude tandis que le point le plus haut (la colline du Guintzet) culmine à 691 mètres. On distingue ainsi quatre étages d'implantation qui ne correspondent pas forcément à la chronologie de leur fondation. De bas en haut, on a ainsi : les quartiers de l'Auge et de la Neuveville appelés Basse-ville (altitude moyenne : 550 mètres), le quartier du Bourg au sommet des falaises (altitude moyenne : 580 mètres), les quartiers des Places, de Pérolles, du Jura et de Bourguillon (altitude moyenne : 630 mètres) et les quartiers du Schoenberg et de Beauregard (altitude moyenne : 670 mètres).
La ville de Fribourg s'étend sur les deux rives de la Sarine, un affluent de l'Aar. La Sarine ayant creusé son cours dans la molasse du plateau, il en résulte un cours très sinueux avec de profondes gorges. Fribourg a été fondée sur un méandre surplombant la rivière. Certains quartiers modernes (Pérolles et Beauregard) ont été construits sur d'anciens ravins comblés mais dont les traces apparaissent à la rue Jacques-Gachoud ou au chemin Monséjour, par exemple.
Du fait de l'implantation de la ville sur un relief particulièrement accidenté et de part et d'autre de la Sarine, de nombreux ponts ont été construits depuis le Moyen Âge jusqu'à nos jours. La commune de Fribourg compte 15 ponts automobiles et piétonniers (le pont ferroviaire de Grandfey est situé sur les communes de Granges-Paccot et de Guin) en fonction au XXIe siècle. Le pont routier de la Poya, ouvert en 2014, a permis de désengorger le centre historique surchargé.

Dessin Guesdon, lithographie Arnout in La Suisse à vol d'oiseau, Fribourg, vue prise au-dessus du pont du Gottéron.

La commune de Fribourg s'étend sur 9,3 km2. Lors du relevé de 2013-2018, les surfaces d'habitations et d'infrastructures représentaient 64,7 % de sa superficie, les surfaces agricoles 12,5 %, les surfaces boisées 17,2 % et les surfaces improductives 6,1 %.

### Voies de communication et transports

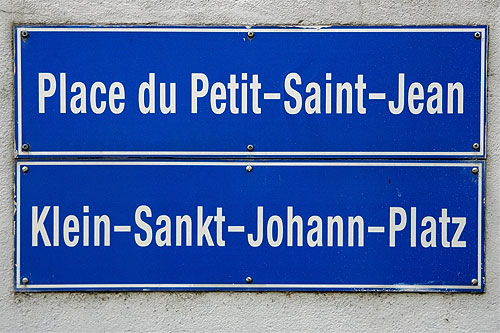
Signalisation routière bilingue en français et en allemand à Fribourg.

Au centre du Plateau suisse, Fribourg est célèbre pour ses ponts qui enjambent la Sarine. Elle est depuis longtemps un point de passage et occupe une position privilégiée sur l'axe est-ouest d'importance nationale.

#### Transport urbain
Le réseau urbain de transport en commun de la ville de Fribourg est exploité par les Transports publics fribourgeois (TPF) ; il est constitué de 11 lignes de bus. Trois lignes sont partiellement électrifiées et sont exploitées par des trolleybus, les autres sont exploitées par des autobus Diesel ou électriques. Le réseau est centré autour de la gare et dessert également les communes avoisinantes de Marly, Villars-sur-Glâne, Givisiez, Granges-Paccot, Corminboeuf, Chésopelloz, Avry-sur-Matran et Matran.
Le réseau est complété par un funiculaire reliant la ville haute (place Georges-Python) à la ville basse (place du Pertuis). Particularité unique en Europe, il fonctionne depuis 1899 grâce aux eaux usées de la ville.
Un projet de téléphérique urbain est également envisagé pour relier rapidement et à moindre coût la gare de Fribourg, l'hôpital cantonal et la sortie d'autoroute A12.

#### Réseau cyclable et location de vélos
Fribourg est relativement peu dotée en pistes cyclables (3,7 kilomètres) au contraire de la région[réf. souhaitée]. Le rapport Prix vélo villes 2021 de l'association Pro Velo Suisse la classe 29ème sur un total de 46 villes suisses. La commune a adhéré au programme Newride de promotion des deux-roues électriques et inauguré un système de vélos en libre-service, appelé Velopass, devenu PubliBike. D'avril à octobre 2013, la ville a mis des vélos électriques à disposition des entreprises locales afin de promouvoir la mobilité douce dans le cadre professionnel.

#### Réseau routier
Fribourg se situe sur l'autoroute A12 qui la relie sur un axe est-ouest à Zurich, via Berne d'une part et à Genève via Vevey-Lausanne d'autre part. L'autoroute contourne la commune dont les deux points d'accès – les sorties   7 (Fribourg-Sud) et   8 (Fribourg-Nord) – sont situés sur les communes avoisinantes (Granges-Paccot et Givisiez). Si, avec une moyenne de 35 000 véhicules par jour, l'autoroute A12 est loin de sa saturation, la situation est différente en centre-ville. En effet, le quartier historique du Bourg a longtemps souffert du trafic pendulaire entre le quartier du Schoenberg et l'accès à l'autoroute. Le pont de la Poya, inauguré en 2014, décharge le centre-ville d'une grande partie du trafic et soulage les monuments historiques comme la cathédrale qui souffrait de la pollution. L'impact de la mise en service du pont de la Poya et les reports de circulation reste à déterminer après un certain temps d'utilisation.
Dès 2002, le conseil communal de la ville intensifie sa politique pour lutter contre le trafic pendulaire. Des zones à 30 km/h, des chicanes et des bornes automatiques vont être introduites dans différents quartiers. Certaines modifications liées à l'ouverture du pont de la Poya et visant à limiter le report du trafic dans les quartiers résidentiels ne vont pas sans quelques désagréments et rencontrent un mécontentement de la part d'une partie de la population.
Depuis le 2 octobre 2023, les autorités communale ont mis en œuvre la limitation à 30 km/h jours et nuits sur 60 % du réseau routier. Cette mesure est promue par la ville à travers la campagne #Love30. Un sondage réalisé un an plus tôt par l'institut gfs.bern pour le Touring Club suisse indique que les habitants du canton sont globalement plutôt opposés à la mesure (61 % plutôt contre, contre 34 % plutôt pour).

#### Réseau ferroviaire et bus régionaux
Fribourg est située sur l'une des principales lignes ferroviaires de Suisse, la ligne du Plateau qui relie Genève à Saint-Gall par Lausanne, Berne, Olten et Zurich. La gare de Fribourg est desservie toutes les heures par un InterCity CFF Genève-Aéroport – Saint-Gall et un InterRegio CFF Genève-Aéroport – Lucerne.
La gare de Fribourg est la gare principale du réseau des Transports publics fribourgeois (TPF). Depuis le 11 décembre 2011, c'est le centre du réseau express régional (RER Fribourg) et la tête de la ligne S1 du RER bernois qui dessert Berne et Thoune.
Fribourg est enfin l'un des pôles principaux du réseau de bus régionaux. La gare de Fribourg dispose, en plus de l'espace ferroviaire, d'une gare routière de quinze quais. Les bus régionaux relient principalement la ville de Fribourg aux zones qui ne sont pas ou peu desservis par le rail.

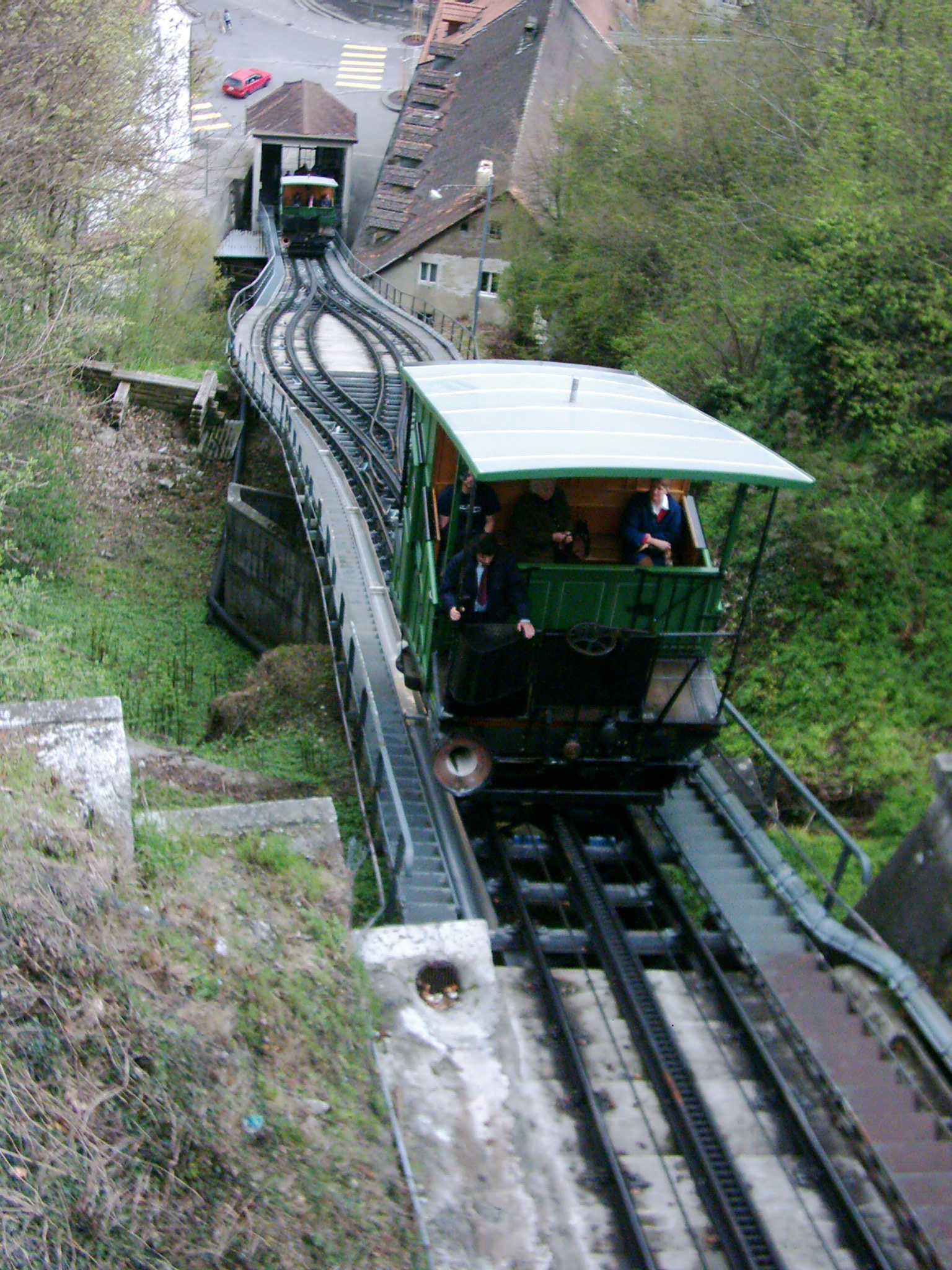
Le funiculaire entre Neuveville et Ville Haute.
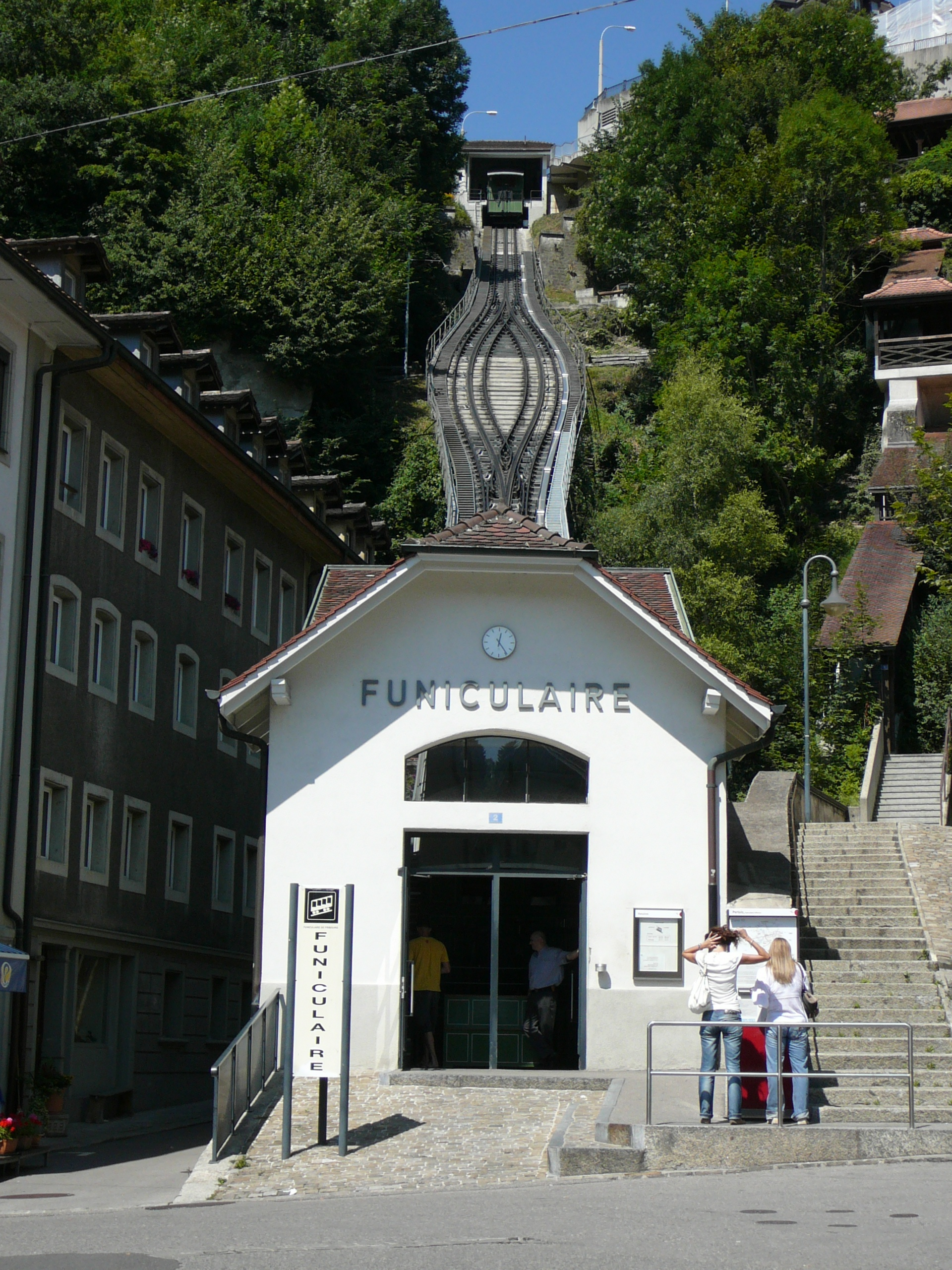
Station de la Neuveville du funiculaire de Fribourg.
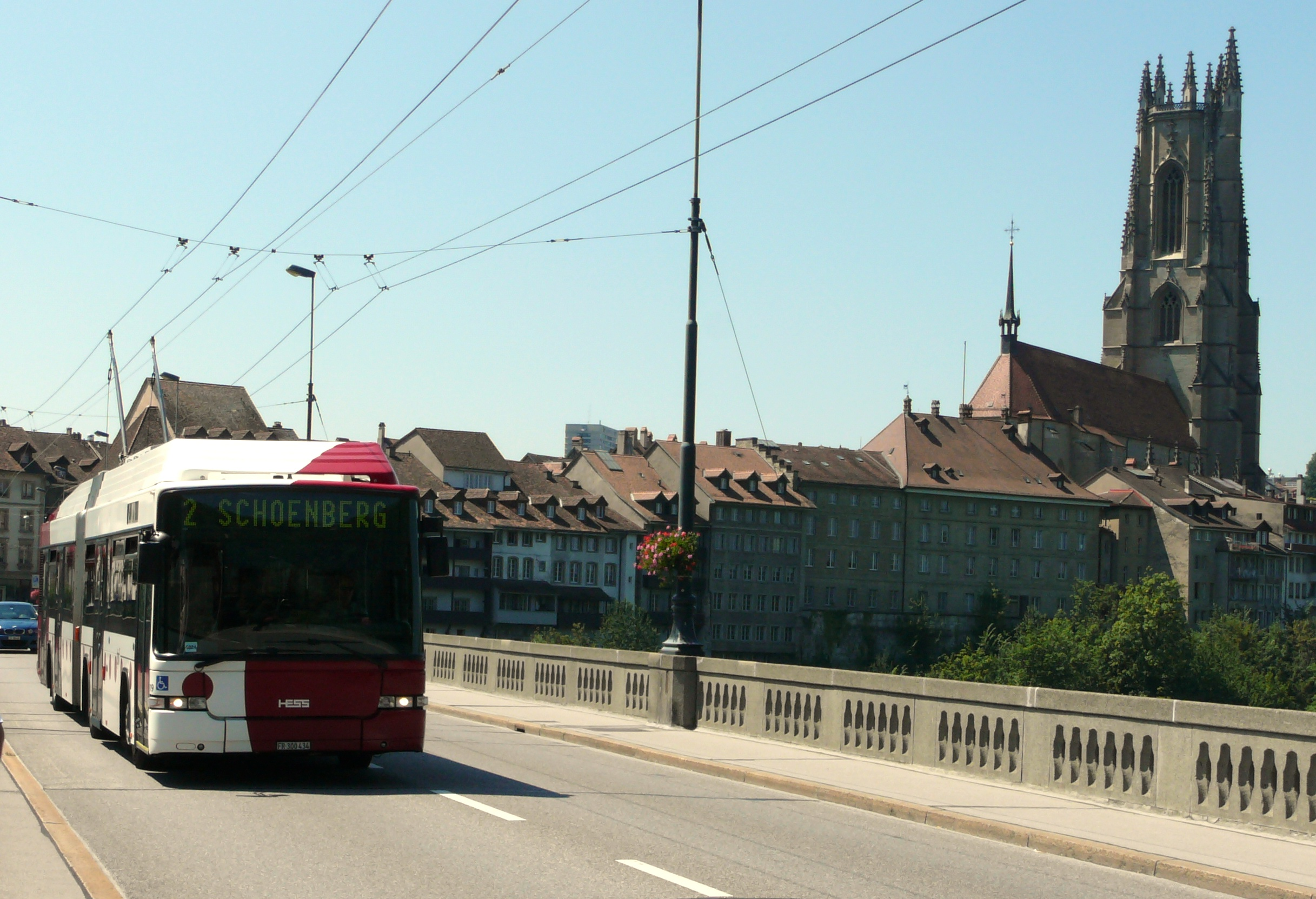
Trolleybus des TPF vu du pont de Zähringen.
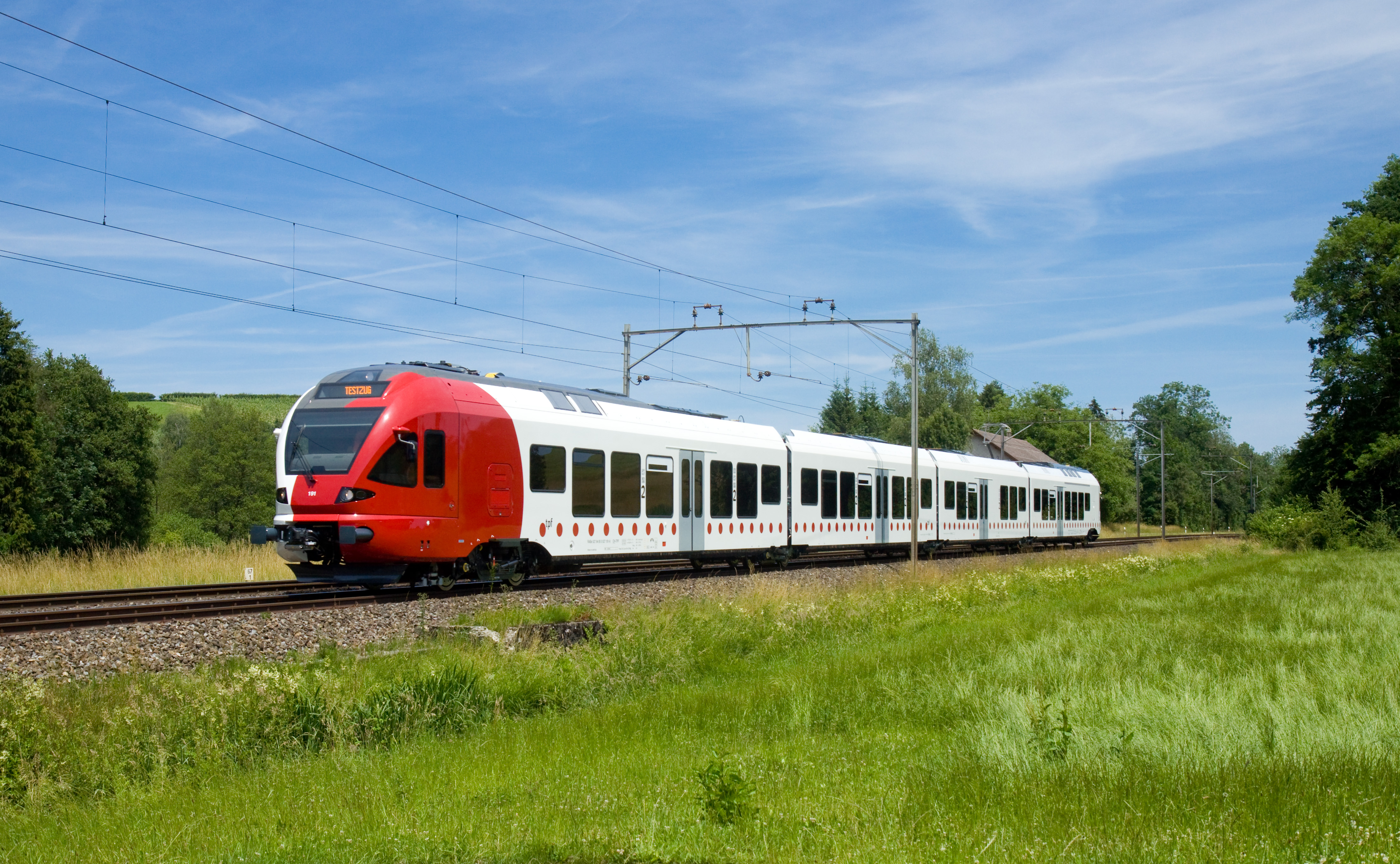
Rame du RER Fribourg/Freiburg.

## Morphologie urbaine

### Tissu urbain

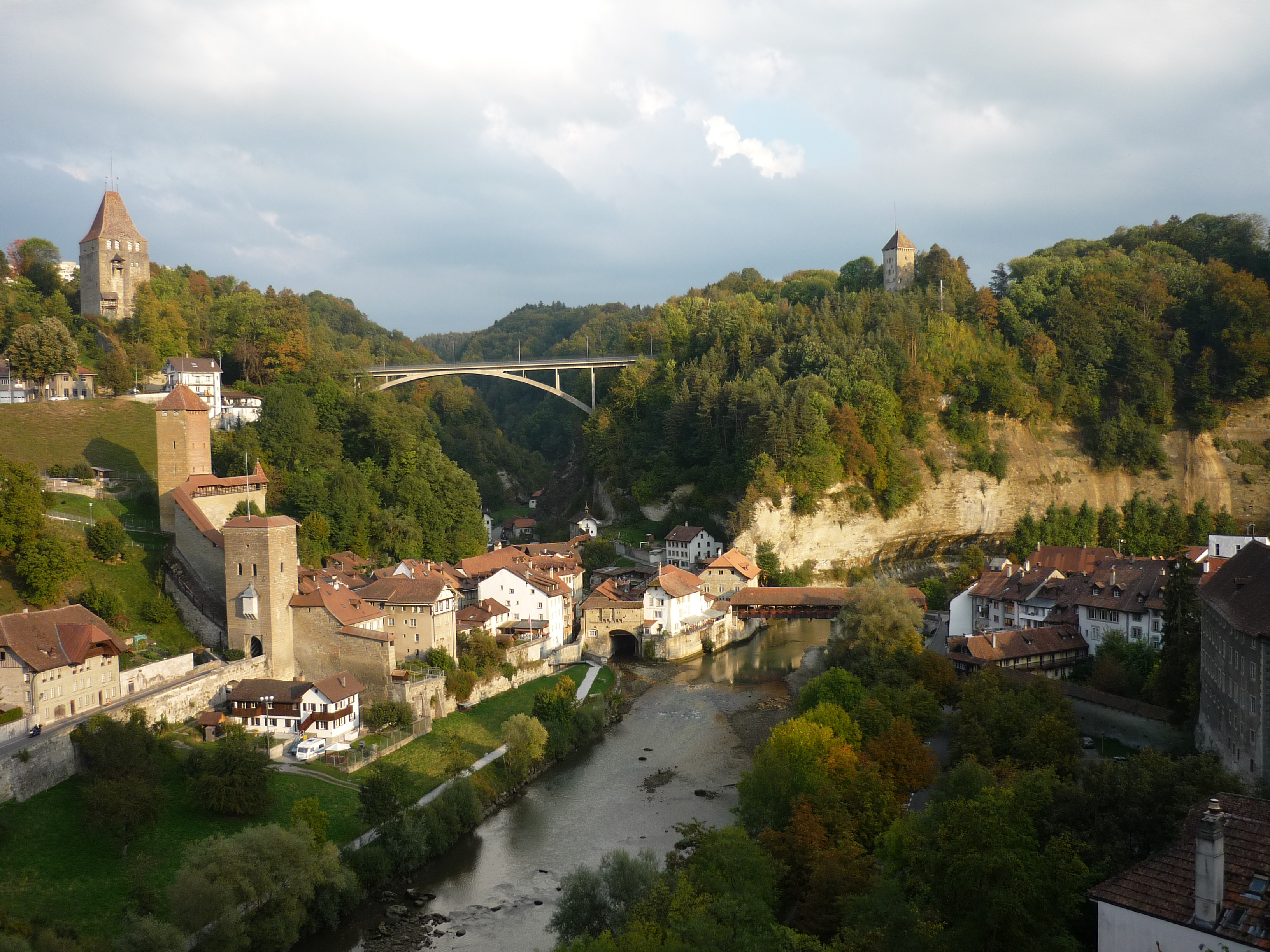
La basse ville de Fribourg, avec le pont de Berne et la vallée du Gottéron en arrière plan.

Le centre historique de Fribourg, qui s'étend des deux côtés de la Sarine et sur un méandre de la rive gauche, se caractérise par des rues typiquement médiévales, notamment dans le quartier du Bourg autour de la cathédrale Saint-Nicolas et dans les quartiers de l'Auge et de la Neuveville. Près de 200 maisons ont d'ailleurs conservé leurs façades gothiques, ce qui en fait l'un des plus grands ensembles médiévaux d'Europe.

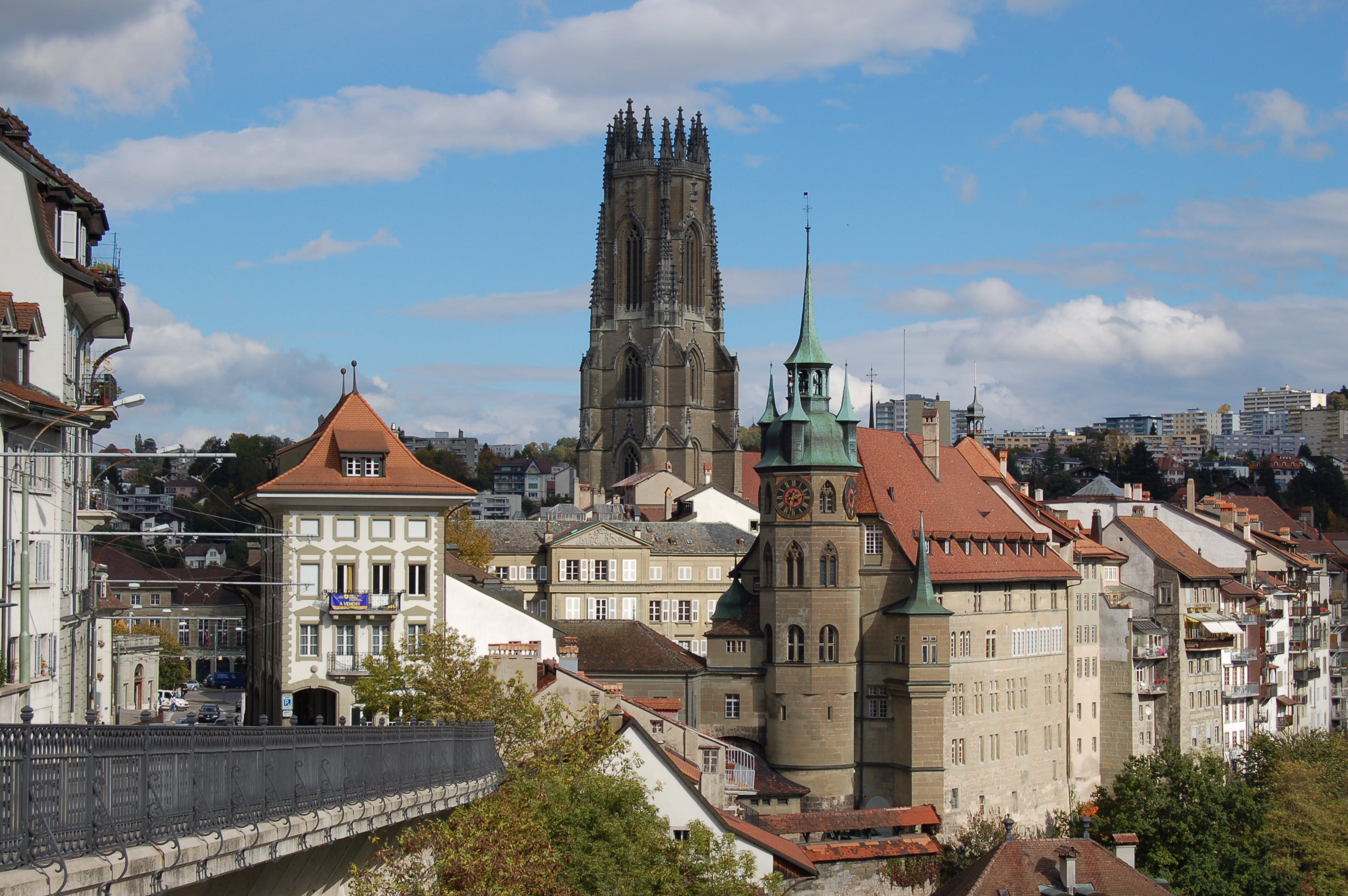
Le centre historique de Fribourg.

Dans le quartier du Bourg, l'organisation quadrillée des rues est caractéristique du plan zaehringien. Celui-ci ne put pas être reproduit dans les autres quartiers qui ne s'y prêtaient pas pour des raisons topographiques. Au sud-ouest s'étendent les quartiers industriels de la gare et de Pérolles. Le quartier de Pérolles, mi-industriel à son extrémité sud, mi-résidentiel dense vers le nord, est traversé de part en part par le boulevard de Pérolles. Cette large artère structurante débouche sur le pont de Pérolles qui relie la ville à la commune de Marly. De l'époque industrielle datent également les quartiers d'Alt, au nord, de Gambach et de Beauregard, à l'ouest, tous résidentiels. Les habitations de densité moyenne dominent dans le quartier de Gambach, avec des exemples d'architecture néogothique, néoclassique et Art nouveau.
Enfin, sur la rive droite de la Sarine, à l'est, s'étend le nouveau quartier du Schoenberg, érigé dans les années 1960. Composé d'immeubles et de tours d'habitation, il héberge environ le quart de la population de la ville. D'autres quartiers d'habitations denses sont situés au nord-ouest (Torry) et au sud-ouest (Beaumont).

### Quartiers

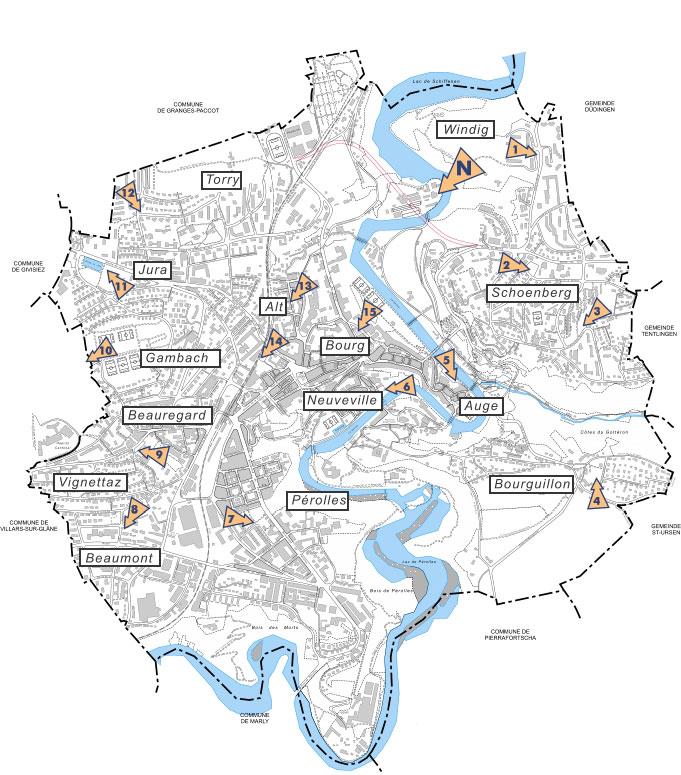
Carte des quartiers de Fribourg.

La ville de Fribourg se compose des douze quartiers suivants :
- Alt
- Auge
- Beaumont-Vignettaz
- Le Bourg
- Bourguillon
- Gambach-Guintzet
- Jura-Torry
- Neuveville
- Palatinat
- Pérolles
- Places
- Schoenberg

Certains quartiers semblent cependant désignés plus précisément par les autorités locales :
- Vignettaz[22] (Beaumont)
- Windig[23] (Schoenberg)

### Architecture
Bien que dominée par le style gothique, notamment dans la vieille ville, l'architecture de Fribourg est intéressante à plus d'un titre. Elle recèle en effet des exemples intéressants de plusieurs périodes historiques. Le centre historique regroupe de nombreuses maisons gothiques, notamment dans le quartier de l'Auge, à la rue d'Or. Certaines de ces maisons datent de la fondation du quartier au XIIIe siècle. De cette période datent encore entre autres la cathédrale Saint-Nicolas, les fortifications de la rive droite, l'Hôtel de Ville, la Commanderie de Saint-Jean et le chœur de l'église des Cordeliers. L'architecture de style Renaissance est magnifiquement représentée par l'hôtel Ratzé, à la rue de Morat et par les fontaines de la vieille ville, édifiées au XVe siècle. De l'époque baroque, il faut mentionner les maisons patriciennes de la Grand-Rue, l'ancien corps de garde (à côté de l'Hôtel-de-Ville) ainsi que plusieurs églises dont l'église de la Visitation, le couvent des Capucins, le collège et son église Saint-Michel, l'église Saint-Maurice-des-Augustins, aux retables maniéristes exceptionnels, et l'ancien hôpital des Bourgeois. Dans les nouveaux quartiers, notamment le quartier de Pérolles et de Beauregard, l'architecture néo-classique est bien représentée, tandis que dans le quartier de Gambach, des exemples de villas Art nouveau et Heimatstil.

## Toponymie
Le nom de Fribourg provient directement de l'allemand *frei- (libre) et -burg (ville), littéralement ville libre, c'est-à-dire disposant de libertés, de franchises.
En allemand, la ville s'appelle aussi Freiburg im Üchtland (Fribourg en Nuithonie) pour la distinguer des autres villes nommées Fribourg (Fribourg-en-Brisgau principalement, d'autres également). La Nuithonie est une ancienne région qui abritait autrefois le peuple germanique des Nuithons, à cheval sur les cantons de Fribourg (au Nord d'Arconciel), Berne et Soleure, en incluant les villes éponymes.
La ville est également nommée Friboua  en patois fribourgeois.

## Histoire

### Bas Moyen Âge

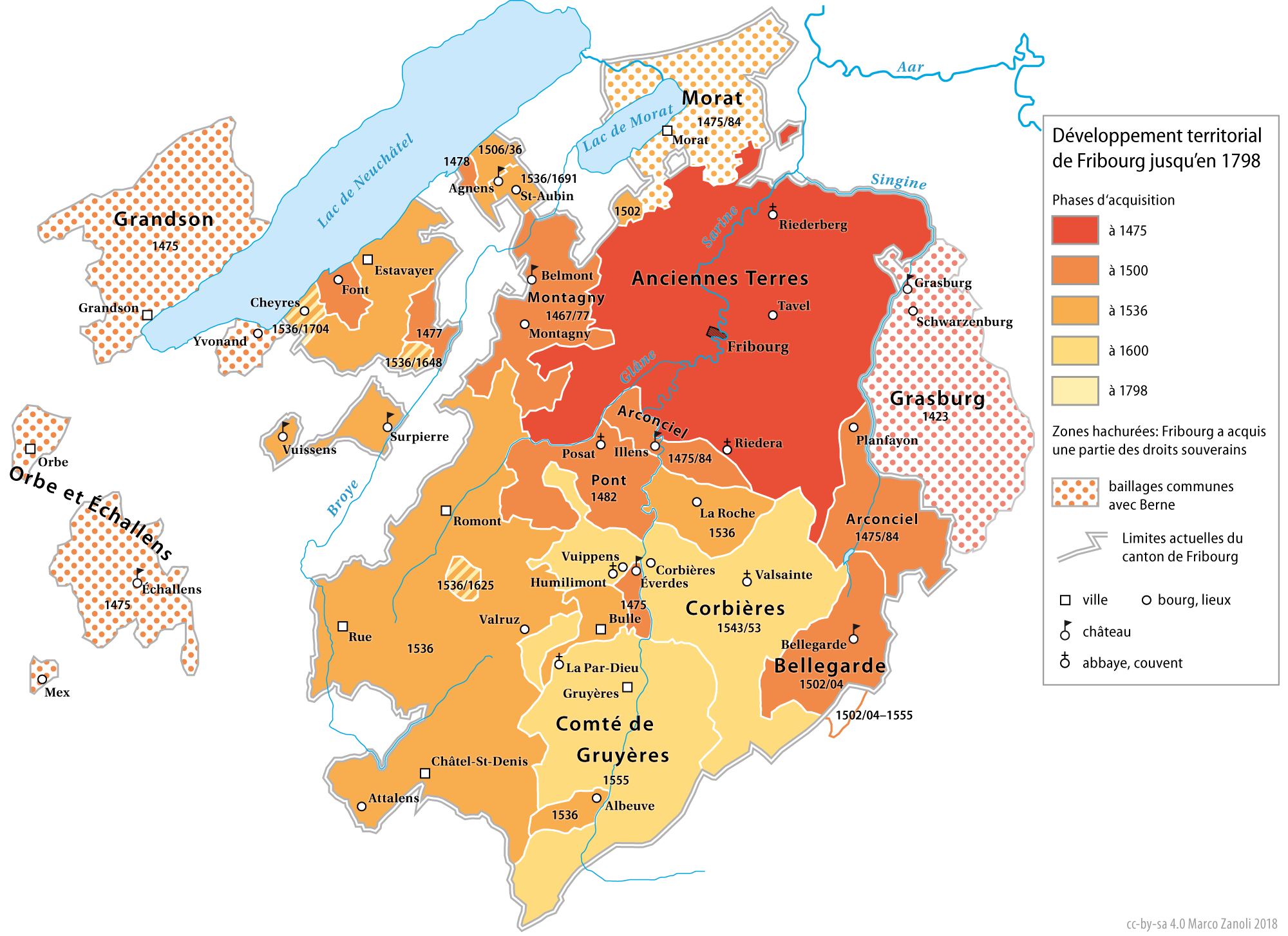
Développement territorial de Fribourg jusqu'en 1798.

Photo aérienne (1949)

Fribourg a été fondée sur une terrasse surplombant la Sarine en 1157 par le duc Berthold IV de Zähringen. Durant le bas Moyen Âge, la ville passe sous l'autorité successive des Zaehringen jusqu'en 1218, des Kibourg jusqu'en 1277, des Habsbourg jusqu'en 1452 avant de passer à la Savoie.
Le duc Berthold IV, voyage dans la région, sans doute pour mettre de l’ordre dans ses possessions et tenant compte d’un « ensemble de considérations politiques, militaires, géographiques et économiques », Berthold IV choisit une terrasse surplombant la Sarine, afin d’y établir une ville « nouvelle » qu’il fortifie : Fribourg (de l’allemand frei « libre » et Burg « lieu fortifié », nom provenant des libertés octroyées par le fondateur et à rapprocher de celui de Fribourg-en-Brisgau).
À la mort du duc Berthold, la ville revient à son fils Berthold V (celui qui fondera la ville de Berne en 1191). La ville de Berne, à la différence de Fribourg, n'eut pas d'autres seigneurs après la mort de Berthold V, et devint une ville impériale, obtenant l'immédiateté impériale. Fribourg échut aux Kybourg, mais le lien historique avec Berne la constitue en une entité à la fois « sœur et rivale » selon Kathrin Utz Tremp.
Le 26 novembre 1277, Anne de Kibourg vend la ville aux fils de Rodolphe de Habsbourg. Sous la domination des Habsbourg, ces derniers cherchant à consolider le pouvoir de l'Autriche bien que ne jouissant pas du statut de ville impériale, la ville réussit à s'affranchir et devenir de plus en plus autonome. Le fait que les Habsbourg cherchent à étendre leur pouvoir, va paradoxalement rendre Fribourg de plus en plus autonome, se détachant des Habsbourg, mais se réclament habilement de l'Empereur et de l'Autriche pour rester indépendante de Berne.
En 1218, à l'extinction de la famille des Zähringen, la ville passe sous la domination des Kybourg, puis elle est vendue en 1277 à la maison de Habsbourg, avant d'être cédée à la maison de Savoie en 1452.
Les liens historiques entretenus avec Berne et l'Autriche sous la domination des Habsbourg vont camper des tensions territoriales autour de la ville de Fribourg, notamment dans les campagnes, où dès 1429 des procès en hérésie et en sorcellerie se multiplient, menés par les inquisiteurs François de Moudon en 1399, Ulric de Torrenté en 1429.
Devenue quasi indépendante lors des guerres de Bourgogne, la ville obtient l'immédiateté impériale en 1478. En 1481, Fribourg entre dans la Confédération suisse.

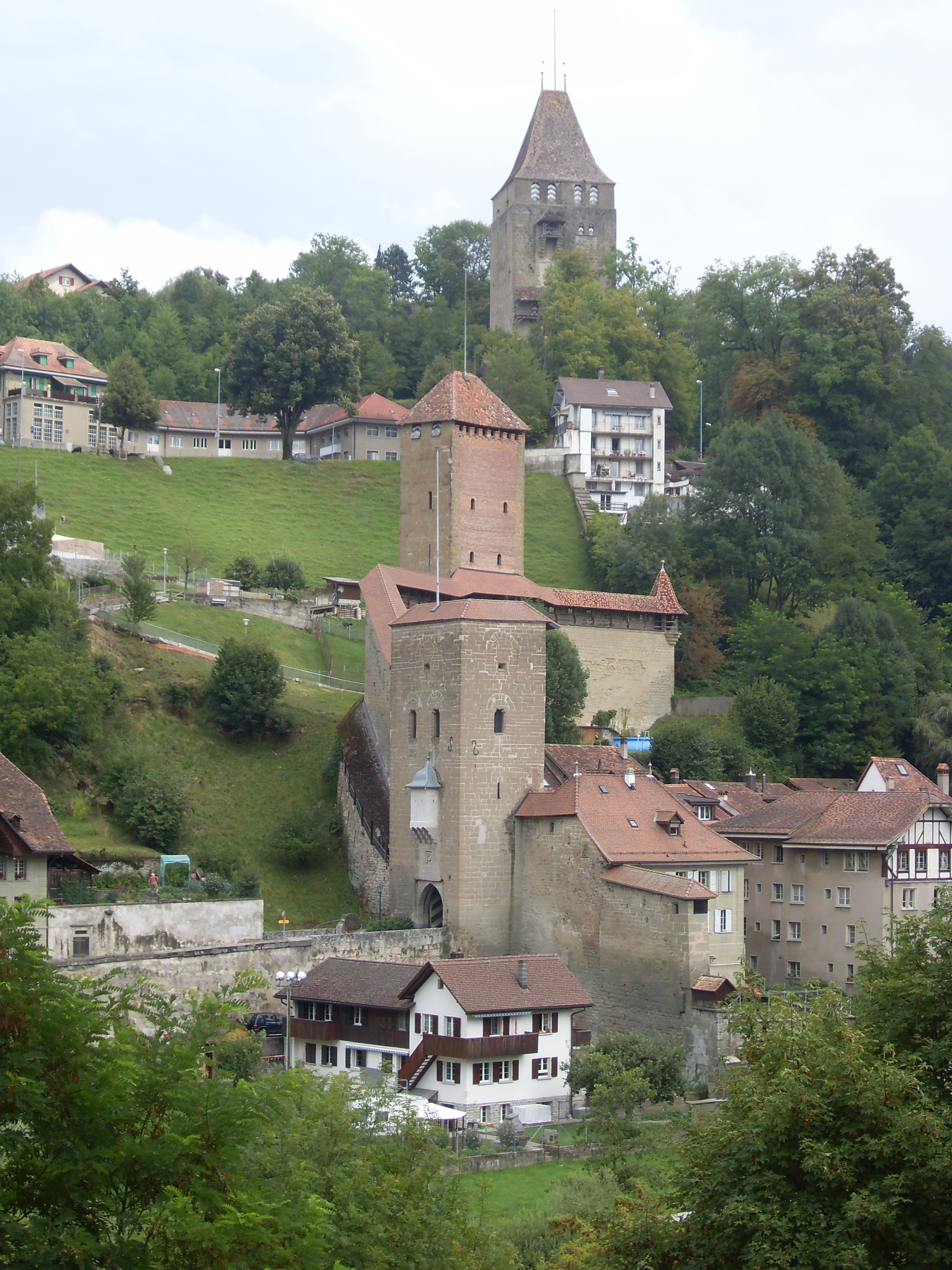
Remparts, tours fortifiées et porte de Berne.

La ville originelle correspond au quartier actuel du Bourg. Il est formé de deux rues parallèles reliées entre elles par de petites ruelles ; cela correspond au quadrillage typique des villes fondées par les Zaehringen. Très rapidement, au XIIIe siècle, la ville s'étend aux quartiers de l'Auge et de la Neuveville (au bord de la Sarine) d'une part, aux quartiers des Places (rue de Lausanne et rue de Morat) d'autre part. Le dernier agrandissement notoire a lieu en 1390 ; il englobe les quartiers d'Alt et de la rue de Romont ainsi que le faubourg de la rue de Morat. L'enceinte édifiée à ce moment-là délimitera la ville jusqu'au milieu du XIXe siècle.

#### Chasse aux sorcières, 1429
Fribourg connaît une vague de persécution visant d'abord les hérétiques (1399) puis les sorcières dès 1429 persécutions lors des procès de sorcellerie de Fribourg. Ces persécutions touchèrent particulièrement les femmes et les personnes originaires des campagnes aux alentours de Fribourg dans un contexte d'extension territoriale de la ville. L'inquisiteur Ulric de Torrenté participe à la première vague de procès en 1429,,,,,,.
La dernière femme condamnée et brûlée pour sorcellerie est Catherine Repond, en 1731. Cependant la dernière personne décédée en étant accusée de sorcellerie est sa sœur, Marguerite Repond. Elle meurt emprisonnée la veille de son jugement le 8 décembre 1741.

### Révolution française
En 1608, le graveur Martin Martini publie un plan de la ville, en fait une vue à vol d'oiseau, document permettant d'appréhender l'image de la ville à cette époque.
Ville francophone et catholique enclavée dans le canton de Berne protestant, elle s'allie avec la monarchie française et les royalistes, constituant notamment l'essentiel de la Garde suisse du roi de France avec qui elle a un contrat exclusif de louage de mercenaires. À la suite de la Révolution française, 3 700 religieux et aristocrates français émigrent à Fribourg (la ville compte alors une population de 5 000 habitants). Certains y pratiquent la contre-révolution en essayant de ruiner la Révolution par des faux assignats. Alors qu'une partie de ces réfugiés retournent en France sous la Restauration, d'autres s'installent définitivement.

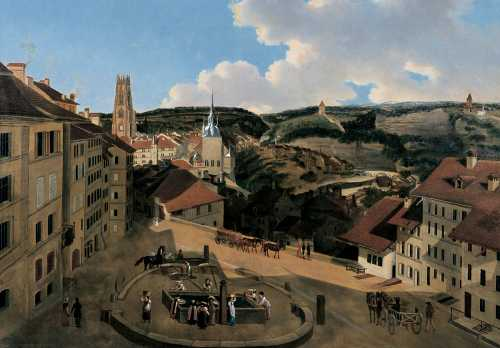
La Place du Petit-Paradis en 1819 par Joseph de Landerset.

Au début du XIXe siècle, plusieurs centaines d’habitants émigrent au Brésil, et participent à la fondation de la ville de Nova Friburgo (Nouvelle-Fribourg).
Deux événements vont provoquer de nouvelles extensions de la ville de Fribourg : l'arrivée du chemin de fer en 1862 et la création de l'université en 1889. Plusieurs faubourgs sont créés : les quartiers de l'avenue de la gare, de Gambach, de Miséricorde, de Beauregard et de Pérolles en 1903. En cinquante ans, la population de Fribourg passe de 9 000 à 20 000 habitants.
Dans les années 1950 à 1970, face à l'accroissement de la population, les nouveaux quartiers du Schoenberg (au nord), de Beaumont (au sud) et de Torry (à l'ouest) donnent à la ville son aspect actuel. Son extension se poursuit encore au XXIe siècle bien que ce soit surtout les communes avoisinantes qui profitent de l'arrivée de nouveaux habitants.

## Administration et politique
La ville est dirigée par un Conseil communal de cinq membres à plein temps (neuf avant 2001) dont le président ou maire porte le titre de syndic. Le pouvoir réglementaire est exercé par un Conseil général (législatif) de 80 membres, dont le président était le syndic jusqu'au début de 1982.

### Conseil communal (exécutif) - Législature 2021-2026
- Thierry Steiert (PS), syndic
- Laurent Dietrich (Le Centre), vice-syndic
- Andrea Burgener Woeffray (PS), remplacée en juillet 2023 par Elias Moussa (PS)
- Pierre-Olivier Nobs (PCS)
- Mirjam Ballmer (Les Verts)

### Présidence du Conseil général (législatif)
(Loi du 25 septembre 1980)
- 1982-1983 : Roselyne Crausaz (PDC)
- 1983-1984 : John Clerc (PS)
- 1984-1985 : Denis Volery (PLR)
- 1985-1986 : Michel Monney (PCS)
- 1986-1987 : Emmanuel de Reyff (PDC)
- 1987-1988 : Bernhard Flühmann (PS)
- 1988-1989 : Bernard Garnier (PLR)
- 1989-1990 : Joseph Jutzet (PCS)
- 1990-1991 : Michel Passaplan (PDC)
- 1991-1992 : Jean-Pierre Dorand (PDC)
- 1992-1993 : Pierre-Alain Clément (PS)
- 1993-1994 : Suzanne Schwegler (PLR)
- 1994-1995 : Yvan Stern (PCS)
- 1995-1996 : André Gachet (PDC)
- 1996-1997 : Monika Thiébaud-Bachmann (PDC)
- 1997-1998 : Irène Baeriswyl-Rouiller (PS)
- 1998-1999 : François Merlin (PLR) (devenu PDC en 2001)
- 1999-2000 : André Schönenweid (PDC)
- 2000-2001 : Olivier Spang (PCS)
- 2001-2002 : Nicolas Betticher (PDC)
- 2002-2003 : Christine Müller (PS)
- 2003-2004 : Jean-Pierre Largo (PLR)
- 2004-2005 : Béatrice Ackermann-Clerc (PCSO)
- 2005-2006 : Thierry Steiert (PS)
- 2006-2007 : Laurent Praz (PDC)
- 2007-2008 : Catherine Nusbaumer (PS)
- 2008-2009 : Jean-Jacques Marti (PLR)
- 2009-2010 : Eva Heimgärtner (PCS)
- 2010-2011 : Thierry Gachet (PDC)
- 2011-2012 : Oliver Collaud (Les Verts)
- 2012-2013 : Jean-Pierre Wolhauser (PLR)
- 2013-2014 : Pierre-Olivier Nobs (PCS)
- 2014-2015 : Marc Bugnon (PDC)
- 2015-2016 : Lise-Marie Graden (PS)
- 2016-2017 : Christophe Giller (UDC)
- 2017-2018 : Pierre-Alain Perritaz (PS)
- 2018-2019 : Julien Vuilleumier (Les Verts)
- 2019-2020 : Blaise Fasel (PDC)
- 2020-2021 : Adeline Jungo (PS)
- 2021-2022 : David Aebischer (PLR)
- 2022-2023 : Mario Parpan (PCS)
- 2023-2024 : Sonja Gerber (PS)
- 2024-2025 : Simon Murith (LC)
- 2025-2026 : Camille Goy (Les Verts)

Pour la législature 2021-2026, à la suite des élections générales de mars 2021, le Conseil général se compose de 23 PS, 21 Les Verts, 14 LC-PVL, 8 PLR, 7 PCS, 6 UDC et 1 Parti des artistes.
Pour la législature 2016-2021, à la suite des élections générales de février 2016, le Conseil général se compose de 30 PS, 8 Les Verts, 15 LC-PDC, 10 PLR, 5 PCS, 9 UDC, 1 Parti des artistes, 1 indépendant et 1 PVL.
Pour la législature 2011-2016, à la suite des élections générales de mars 2011, le Conseil général se compose de 25 PS, 17 PDC, 11 Les Verts, 10 PLR, 9 UDC, 6 PCS, 1 PVL et 1 indépendant. À la suite de divers changements en cours de législature, la composition est devenue ensuite : 25 PS, 15 PDC, 10 Verts, 10 PLR, 10 UDC (dont un élu sur la liste PDC), 6 PCS, 1 PVL et 3 indépendants (dont un élu sur la liste des Verts et un sur la liste du PDC).
Pendant la législature 2006-2011, le Conseil général se composait de 23 PDC, 22 PS, 9 Les Verts, 9 PCS-O (7 PCS et 2 Ouverture), 9 UDC, 8 PLR.
Pour la période 2001-2006, le Conseil général se composait de 28 PDC, 23 PS, 11 PLR, 11 PCS-O (8 PCS et 3 Ouverture), 7 Les Verts (sous le nom de « Liste citoyenne »). 1 PLR est passé au PDC, portant l'effectif de ce groupe à 29 et réduisant celui du PLR à 10. La gauche a ainsi 41 sièges contre 39 à la droite et au centre. En 2006, la répartition est de 40 sièges pour la droite et le centre (23 PDC, 8 PLR, 9 UDC) contre 40 à la gauche (22 PS, 9 Verts, 7 chrétiens-sociaux, 2 Mouvement ouverture).

### Jumelage
- Rueil-Malmaison (France) depuis le 10 octobre 1992[42].

## Population et société

### Démographie

#### Évolution de la population
La commune compte 38 660 habitants au 31 décembre 2023 pour une densité de population de 4 157 hab/km2. Sur la période 2010-2023, sa population a augmenté de 10,8 % (canton : 22,6 % ; Suisse : 9,4 %). Au 31 décembre 2021, l’agglomération de Fribourg compte 111 216 habitants. 

#### Pyramide des âges
En 2023, le taux de personnes de moins de 30 ans s'élève à 35,4 %, similaire à la valeur cantonale (34,6 %). Le taux de personnes de plus de 60 ans est quant à lui de 22 %, alors qu'il est de 23 % au niveau cantonal.
La même année, la commune compte 19 255 hommes pour 19 405 femmes, soit un taux de 49,8 % d'hommes, inférieur à celui du canton (50 %).
| Hommes | Classe d’âge | Femmes |
| ------ | ------------ | ------ |
| 0,5    | 90 ans ou +  | 1,5    |
| 6,4    | 75 à 89 ans  | 9,7    |
| 12,3   | 60 à 74 ans  | 13,5   |
| 18,4   | 45 à 59 ans  | 17,9   |
| 25,7   | 30 à 44 ans  | 23,5   |
| 22,1   | 15 à 29 ans  | 20,4   |
| 14,6   | - de 14 ans  | 13,6   |

| Hommes | Classe d’âge | Femmes |
| ------ | ------------ | ------ |
| 0,4    | 90 ans ou +  | 1,0    |
| 6,4    | 75 à 89 ans  | 7,9    |
| 15,0   | 60 à 74 ans  | 15,3   |
| 21,2   | 45 à 59 ans  | 21,0   |
| 21,6   | 30 à 44 ans  | 21,2   |
| 18,6   | 15 à 29 ans  | 17,7   |
| 16,9   | - de 14 ans  | 15,9   |

### Langues
En vertu du principe de territorialité consacré à l'art. 6 de la Constitution du canton de Fribourg, le district de la Sarine et donc la ville de Fribourg sont officiellement francophones. La ville est cependant bilingue de fait et applique un « bilinguisme pragmatique ». 
Le nombre de locuteurs germanophones ne cesse de reculer : il passe de 37,1 % en 1888 à 33,2 % en 1950, avant de chuter à 22,8 % en 1990 et à moins de 15 % fin 2023.

### Enseignement

#### Primaire et secondaire
En 2012, Fribourg compte 13 écoles enfantines et primaires, 4 cycles d'orientation (3 francophones et 1 germanophone) et 6 écoles du secondaire supérieur (3 gymnases, 1 école de culture générale, l'École des métiers et le Centre professionnel).
- Le Collège Saint-Michel, un établissement fondé en 1582 par le jésuite Pierre Canisius, est un gymnase mixte français-allemand qui comprend plus de 1 300 étudiants. Le site du collège abrite également l'église Saint-Michel, joyau du rococo.
- D'autres gymnases, le Collège Sainte-Croix, anciennement collège de filles et le Collège de Gambach.
- L'école de culture générale (ECG), anciennement École Cantonale de Degré Diplôme (ECDD), propose une formation plus courte que le collège, afin notamment de poursuivre d'autres formations nécessitant un âge minimal.
- L'école professionnelle artisanale et industrielle (EPAI) dispense les cours de l'enseignement professionnel à près de 3 000 apprentis en formation duale. Cette école est bilingue et accueille des jeunes de tout le canton.
- L'École des métiers de Fribourg (EMF) assure la formation dans les branches techniques telles que l'informatique, l'électronique, l'automatique et la polymécanique.

#### Supérieur
Les hautes écoles et l'Université de Fribourg sont bilingues et proposent des cours en allemand et / ou français dans tous les niveaux d'études.
- L'Université de Fribourg, fondée en 1889, est réputée notamment pour le droit et la théologie. Elle accueille environ 10 000 étudiants.
- L'Institut Philanthropos, institut d’études anthropologiques, propose une formation en un an en théologie, philosophie et anthropologie. Le diplôme est reconnu au niveau européen. L'institut Philanthropos se situe dans le quartier de Bourguillon.
- eikon, anciennement nommée « école de multimédia et d'art de Fribourg » (émaf), forme des étudiants dans le domaine de l'art et de la communication.
- Haute École pédagogique (ancienne École normale)
- Haute École spécialisée de Suisse occidentale (HES-SO) composée de :
  - Haute École d'ingénierie et d'architecture de Fribourg (HEIA-FR)
  - Haute École de gestion de Fribourg (HEG-FR)
  - Haute École de santé de Fribourg (HEdS-FR)
  - Haute École de travail social de Fribourg (HETS-FR)[50].

### Santé
La Clinique générale Sainte-Anne et l'Hôpital Daler sont des cliniques privées situées à Fribourg. Au contraire, l'hôpital cantonal se trouve sur la commune limitrophe de Villars-sur-Glâne.

### Sport

#### Clubs
- HC Fribourg-Gottéron : club de hockey sur glace qui joue ses matchs à domicile dans la BCF-Arena (anciennement Patinoire Saint-Léonard), après avoir été hébergé dans la patinoire des Augustins, et qui évolue en LNA depuis 1980. Possède depuis 2022 une équipe féminine de SWHL-A.
- Fribourg Olympic Basket : club de basketball le plus titré de Suisse, qui joue ses matchs à domicile à la salle Saint-Léonard, qui a remplacé la salle Sainte-Croix, la salle de sport du collège du même nom[51].
- Elfic Fribourg : club féminin de basketball[52]
- Football Club Fribourg : club de football qui joue ses matchs à domicile au stade universitaire Saint-Léonard.

#### Manifestations sportives
- La course Morat-Fribourg, course à pied en octobre.
- Le Tour du Lac de Pérolles.
- Der Freiburger Altstadtlauf (Tour du Vieux-Fribourg).
- La Tzampata, course des escaliers de Fribourg.

### Sécurité

#### Pompiers
La sécurité incendie est assurée par la Compagnie Fribourg du bataillon Sarine.

#### Police
La police locale est active sur le territoire de la ville de Fribourg.

#### Établissement pénitentiaire
La prison centrale de Fribourg se trouve sur le territoire de la commune. Gérée par les autorités cantonales, la prison accueille principalement des personnes en détention préventive et quelques individus effectuant de courtes peines de détention. En 2020, les autorités cantonales et le Grand conseil ont décidé la fermeture de l'établissement pour 2025. Les infrastructures carcérales n'étant plus jugées suffisamment sûres, l'ensemble des activités pénitentiaires cantonales seront déplacées aux établissements de Bellechasse.

## Culture et patrimoine
Ville bilingue, Fribourg dispose d'une riche palette culturelle, musicale, muséale et gastronomique.

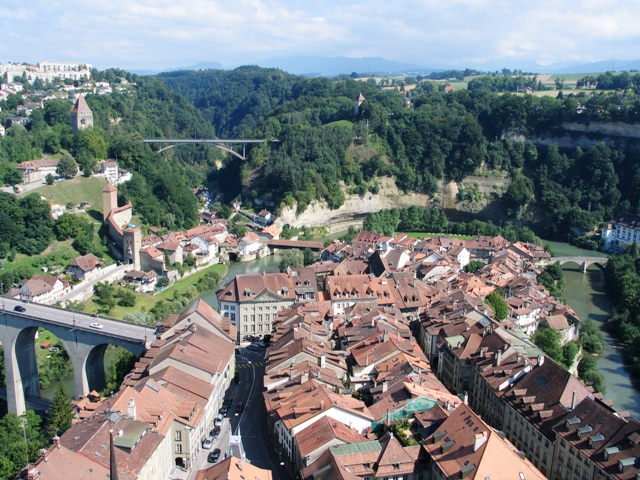
La vieille ville depuis la cathédrale.

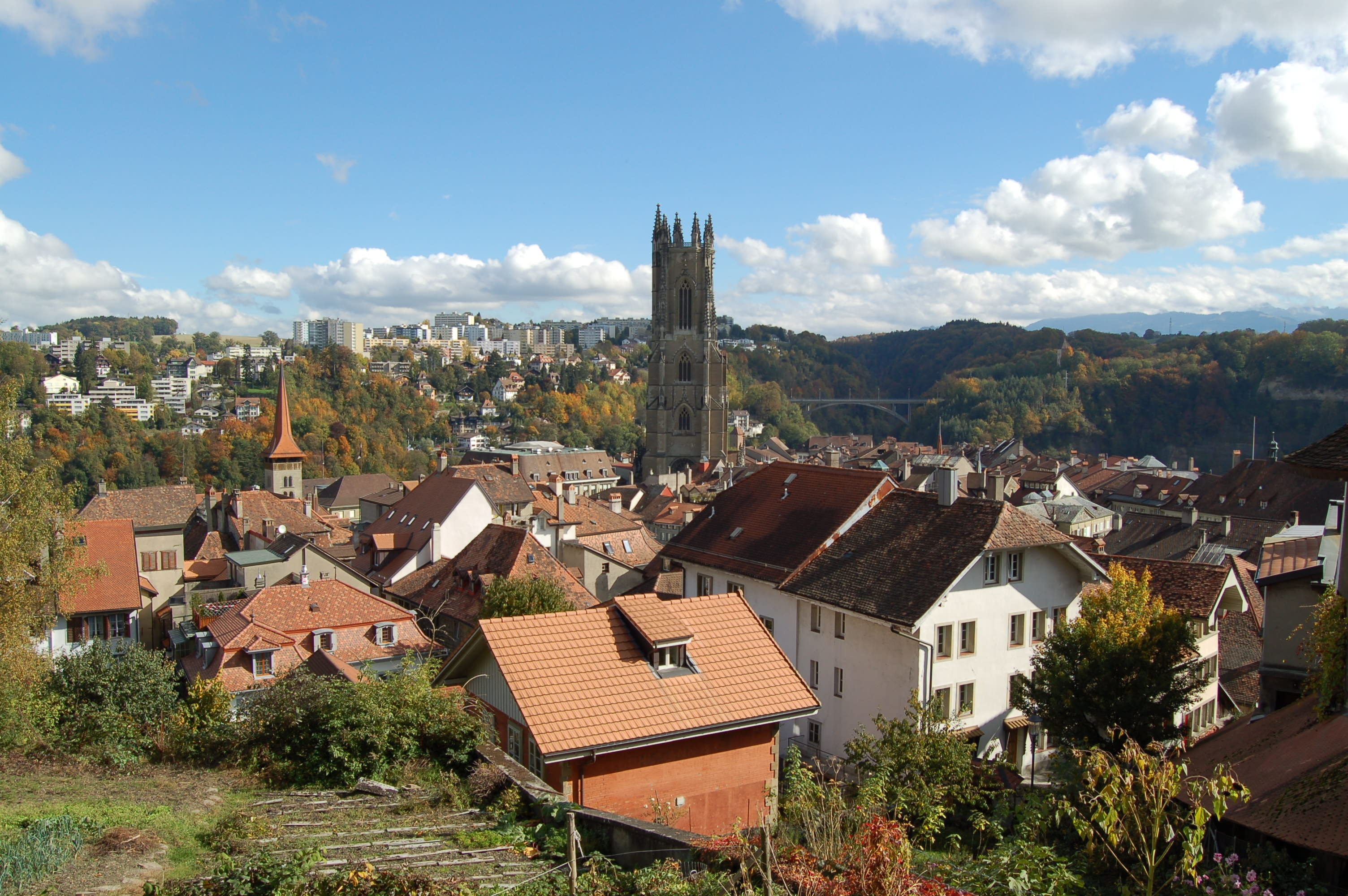
La cathédrale sous le soleil.

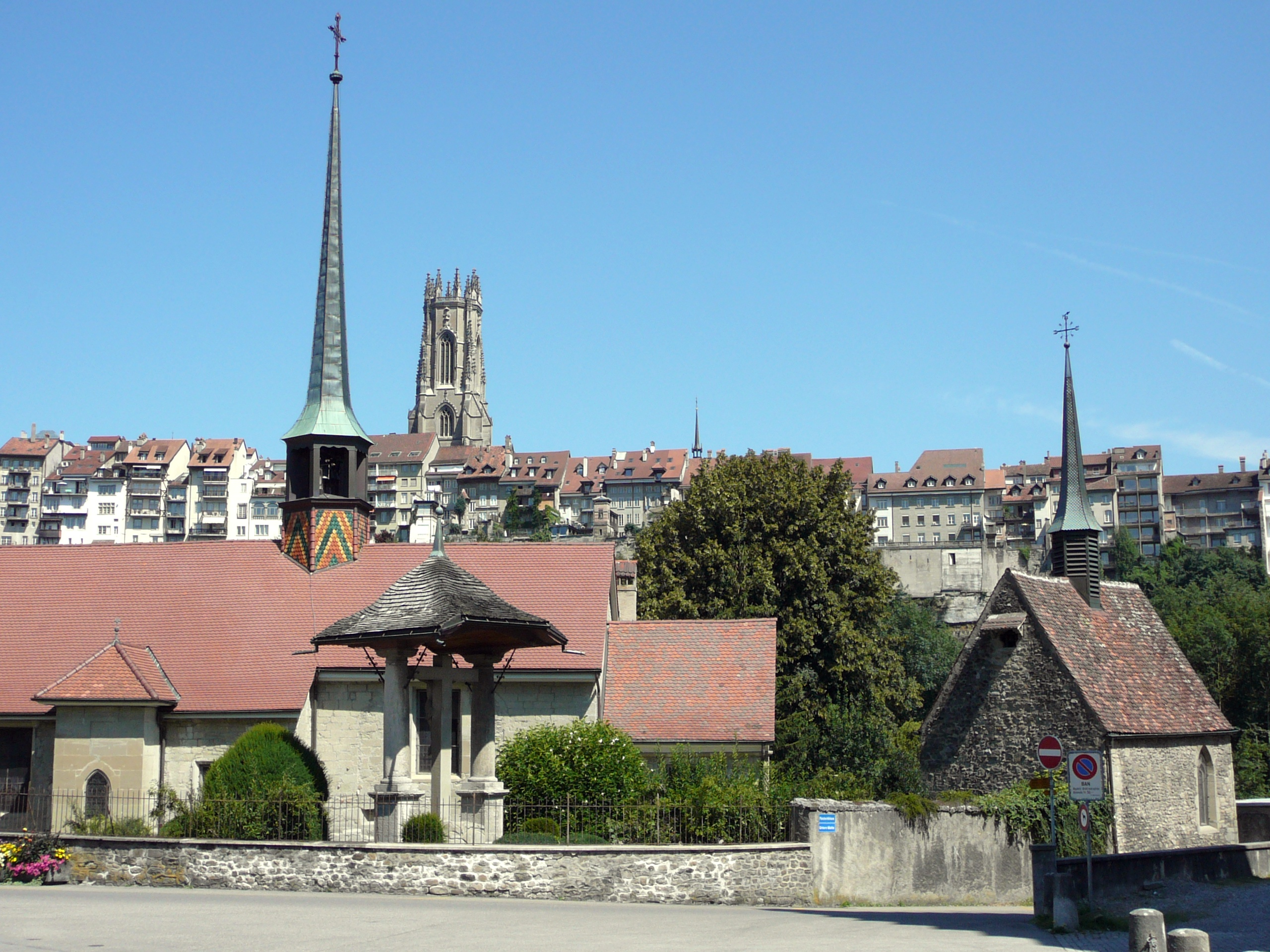
L'église Saint-Jean des hospitaliers.

### Patrimoine architectural

#### Moyen Âge et Renaissance
Fribourg a conservé un ensemble médiéval unique en Europe de près de deux cents bâtiments. Les plus anciens vestiges se trouvent à la rue d'Or dans le quartier de l'Auge et au Court-Chemin dans le quartier de la Neuveville. Cependant ce sont les fortifications, édifiées entre le XIIe et le XVe siècle, qui forment le plus important ensemble de l'architecture militaire médiévale en Suisse. Onze tours, un boulevard (le belluard) et environ 900 mètres de murailles nous sont en effet parvenus. Ces tours ont été construites en molasse qui était extraite directement aux abords de la ville. Le belluard est utilisé dès le XXe siècle pour des manifestations culturelles.
Fribourg dispose d'un magnifique hôtel de ville de style gothique tardif. Il a été construit à la place de l'ancienne forteresse des Zähringen. Originellement destiné à être un grenier, il fut haussé en 1504 d'un étage destiné à abriter les salles du Conseil. La tour a été ajoutée, construite entre 1641 et 1643 dans un style baroque. Elle est dotée d'une horloge et d'un jacquemart. Les escaliers monumentaux datent de 1663. L'intérieur est réaménagé en 1775 et abrite dès lors le Grand Conseil (le parlement cantonal) et le Tribunal cantonal. La salle du Grand Conseil est décorée d'une peinture de Gottfried Locher représentant une allégorie de la République et de deux imposants poêles d'André Nuoffer.
S'il y a peu de bâtiments de style Renaissance à Fribourg, l'un des seuls représentants est l'hôtel Ratzé situé à la rue de Morat, du nom d'un marchand de drap et officier au service de la France, Hans Ratzé. Construit entre 1581 et 1585 dans le style de la Renaissance lyonnaise, il abrite depuis 1920 le Musée d'Art et d'Histoire de Fribourg.
Dans la basse-ville, les ponts médiévaux ont tous été reconstruits entre les XVIIe et XVIIIe siècles. Le pont de Berne est le dernier pont de bois couvert de Fribourg.

#### XVIIIeetXIXesiècles
Fribourg abrite plusieurs témoins de cette époque. En 1737, un incendie ravage la Grand-Rue, quartier des principales maisons patriciennes à l'époque. La plupart sont reconstruites dans un style Régence, comme la maison Amman-Lanther (au no 59) édifiée vers 1750. Les autres maisons sont de style baroque. À la même époque, le patriciat investit son argent dans des maisons de campagne. L'exemple le plus intéressant le château de la Poya, à quelques centaines de mètres de la porte de Morat. Il date de 1700 et est un remarquable exemple d'architecture palladienne.
De nombreux bâtiments administratifs de la période patricienne sont également remarquables. Parmi les plus importants, on peut citer la chancellerie de l'État à la rue des Chanoines construite entre 1734 et 1737, la maison de ville, voisine de l'hôtel de ville, qui date de 1730, le corps de garde à la place de l'hôtel de ville construit en 1782 dans un style Louis XVI et l'Albertinum à la place Georges-Python édifiée entre 1762 et 1767 dans un style rococo.
Dans le domaine du génie civil, le Grand pont suspendu (1836), œuvre pionnière d’un point de vue technique, a connu une grande célébrité touristique jusqu’à sa démolition en 1923.

Le Grand pont suspendu. Dessin de W.U. Oppermann

La loge maçonnique La régénérée, fondée en 1850, s'est installée en 1877 pour une dizaine d'années dans le troglodyte appelé la Grotte du Pertuis. Le lieu est pourvu d'une façade monumentale de style orientalisant, sans doute réalisée par l'architecte Adolphe Fraisse. Pour des raisons notamment financières, il est ensuite vendu en 1885 aux sœurs franciscaines qui le transforment en chapelle.
Dans les nouveaux quartiers issus de l'industrialisation, l'ancienne poste construite à la place Georges-Python est un bon exemple de l'architecture fédérale inspirée du classicisme français, tandis que le bâtiment de la Bibliothèque cantonale et universitaire, construit en 1908, se distingue par son style Louis XVI. Quelques villas et immeubles témoignent enfin de la période Art nouveau (no 19 de l'avenue Gambach ou à Pérolles au no 30).
Il faut enfin mentionner le bâtiment du siège de la banque cantonale de Fribourg, construit entre 1979 et 1982 par l'architecte tessinois Mario Botta.

### Édifices religieux

#### Cathédrale Saint-Nicolas
La cathédrale Saint-Nicolas est l'un des édifices les plus emblématiques de Fribourg. Construite sur un éperon rocheux surplombant de 50 m la Sarine, elle domine la vieille ville par son clocher de 76 m. Les travaux commencent en 1283 à l'emplacement d'une église romane préexistante. Le porche est édifié au XIVe siècle. Le chœur, la nef principale, les nefs latérales et la chapelle du Saint-Sépulcre, tous de style gothique, sont achevés à la fin du XVe siècle. La tour est terminée en 1490.
La cathédrale de Fribourg est célèbre notamment pour ses vitraux de Mehoffer et d'Alfred Manessier, sa chapelle du Saint-Sépulcre qui abrite un ensemble de treize statues en molasse illustrant la mise au tombeau du Christ et ses grandes orgues d'Aloys Mooser datant de 1834.
En 1512, l'église devient collégiale. 
En 1924, elle devient cathédrale du diocèse de Lausanne, Genève et Fribourg.

#### Églises historiques

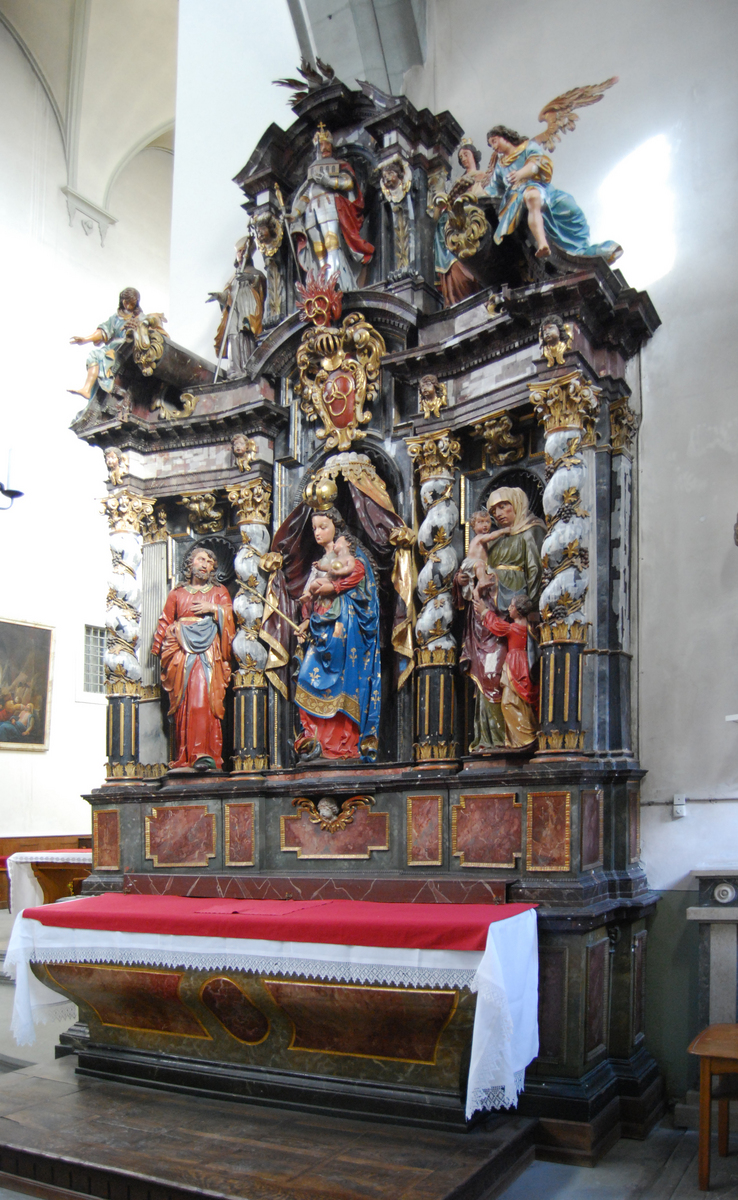
Retable latéral de l'église Saint-Maurice-des Augustins.

Fribourg possède de nombreuses églises historiques et monastères. La plus ancienne église est la basilique Notre-Dame, construite à la fin du XIIe siècle, mais dont l'ossature fut habillée d'un revêtement Louis XVI. Restaurée entièrement entre 1990 et 2011, elle recèle une crèche napolitaine du XVIIIe siècle. À deux pas, l'église des Cordeliers renferme de magnifiques œuvres d'art, dont des stalles parmi les plus anciennes de Suisse, un immense retable du Maître à l'œillet de 1480, le retable de Furno de Hans Geiler datant de 1509-1513, un des retables les plus précieux de Suisse et un retable de Saint Antoine de Padoue réalisé par Hans Fries en 1506. Un peu plus loin dans la rue de Morat, l'église du couvent de la Visitation est un petit joyau baroque construit entre 1653 et 1657 sur un plan en forme de croix grecque. Près de la porte de Morat se dresse l'église des Capucins édifiée au début du XVIIe siècle. Dans le quartier des Places, l'église du Collège Saint-Michel, l'église Saint-Michel, de style gothique tardif, a été construite de 1606 à 1613. Outre de nombreux tableaux, elle abrite de magnifiques orgues du XVIIIe siècle. Mentionnons également l'église des Ursulines à l'architecture gothique, sise au haut de la rue de Lausanne.

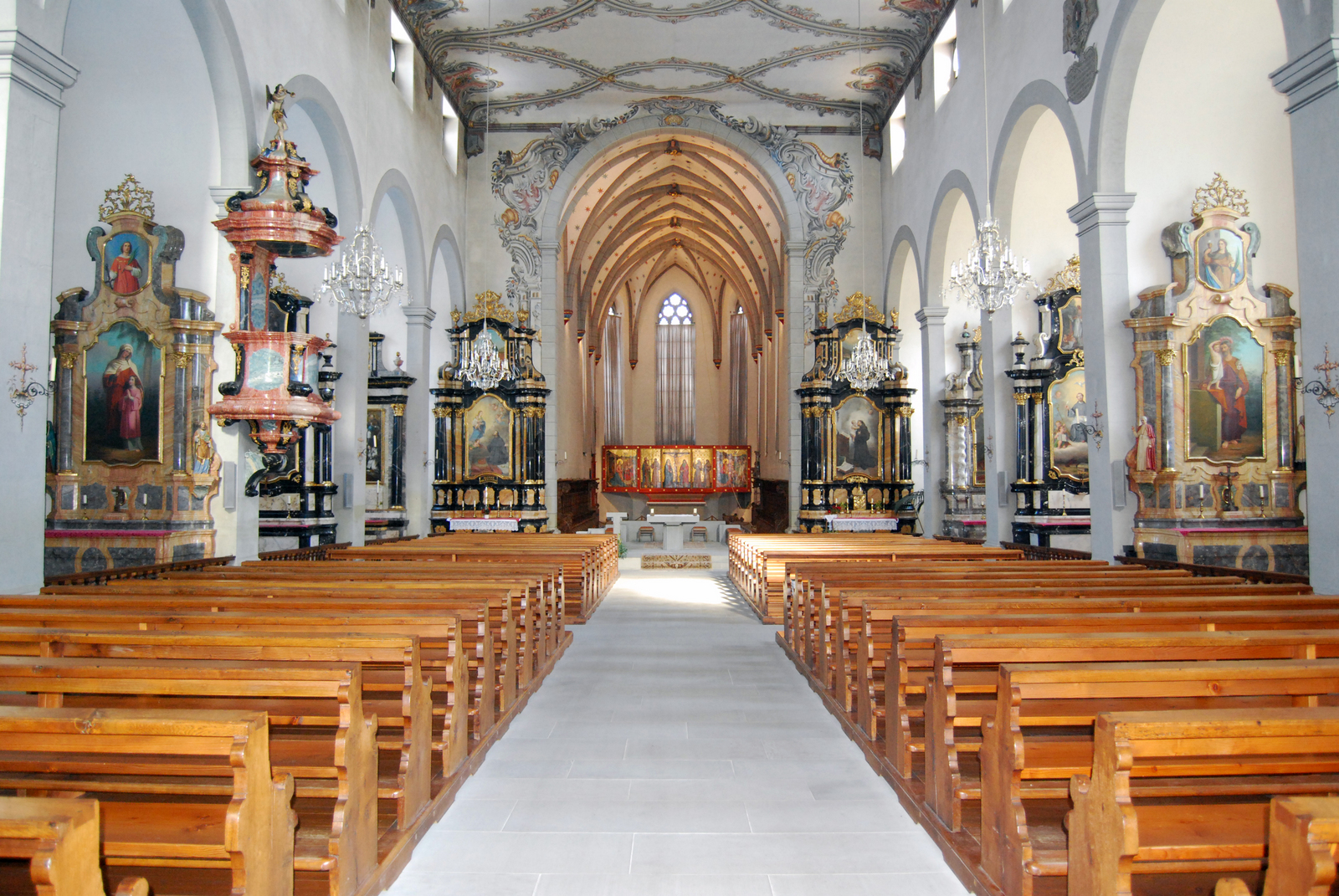
Intérieur de l'église des Cordeliers.

En Basse-Ville, l'église Saint-Jean et la chapelle Sainte-Anne ont été édifiées au XIVe siècle. Elles font partie de l'ancienne Commanderie de Saint-Jean de l'Ordre des chevaliers de saint-Jean, dont les armes sont encore visibles dans l'église. La chapelle abrite un crucifix monumental réalisé par Hans Gieng au début du XVIe siècle. De l'autre côté du pont du Milieu, dans le quartier de l'Auge, l'église Saint-Maurice de l'ancien couvent des Augustins recèle elle aussi de nombreuses œuvres d'art, dont un retable maniériste de Peter Spring datant de 1593.

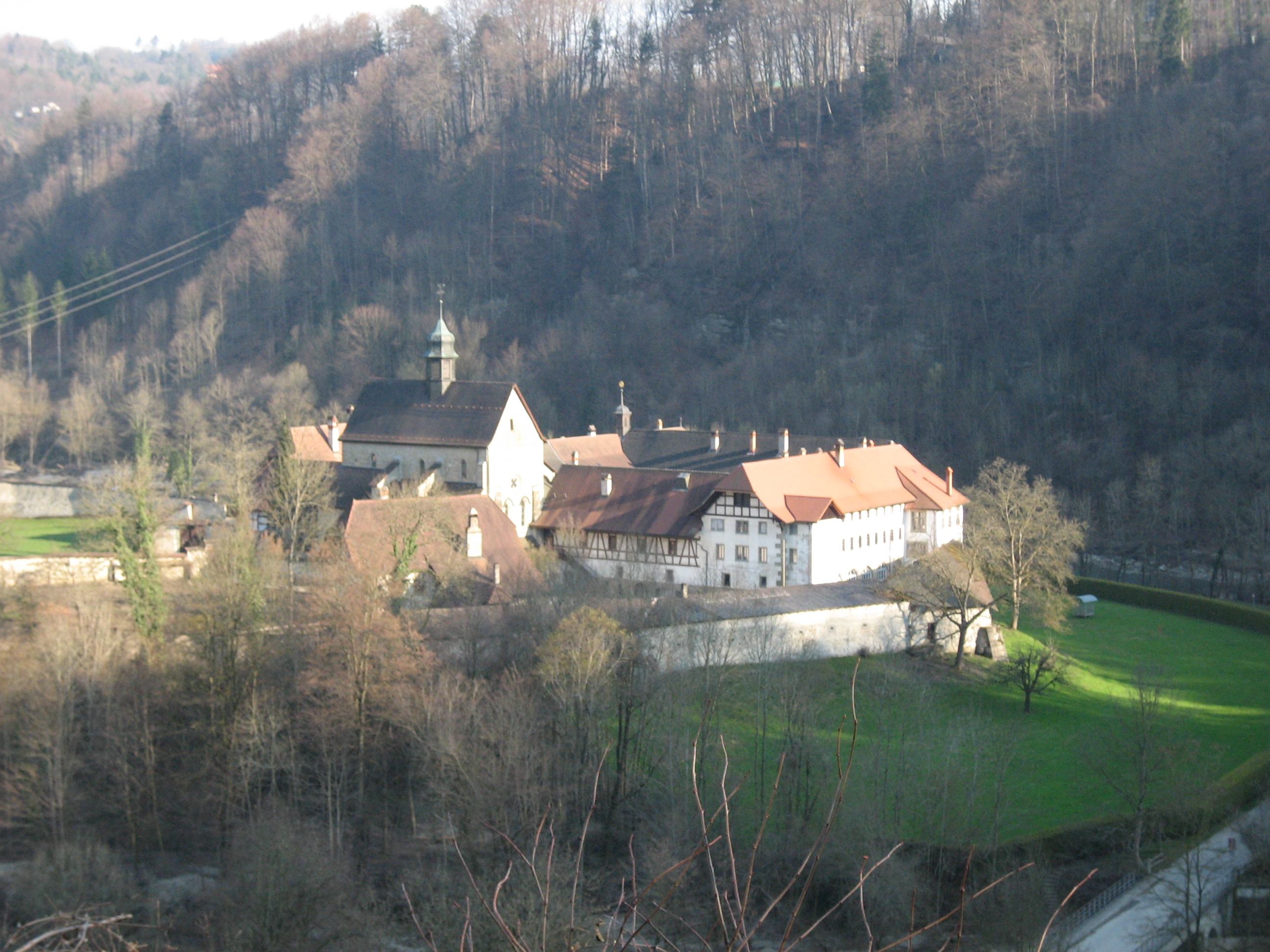
Abbaye de la Maigrauge, en basse-ville, au bord de la Sarine.

Dans les quartiers récents de Pérolles et de Beauregard, de nouvelles églises sont construites pour répondre à la croissante population. L'église Saint-Pierre (1928-1932) par l'architecte Fernand Dumas dans un style néo-byzantin et l'église du Christ-Roi construite entre 1951 et 1954 (plans : Denis Honegger, construction : Fernand Dumas). Cette dernière combine béton armé et formes néo-classiques.
Plusieurs monastères historiques sont situés en ville de Fribourg. Parmi les plus intéressants, mentionnons l'abbaye de la Maigrauge, dont l'église ouverte au public abrite un Christ au tombeau du XIVe siècle. Par ailleurs, Fribourg recèle un grand nombre de petites chapelles dont la plus intéressante est la chapelle de Lorette édifiée en 1647 et dont la vue depuis l'esplanade offre un panorama exceptionnel sur la ville.

### Fontaines sculptées
L'une des principales curiosités de la vieille ville réside dans ses fontaines sculptées dont la quasi-totalité a été réalisée par Hans Gieng au début du XVIe siècle. Les fontaines dispersées dans la vieille ville sont composées de grands bassins au centre desquels s'élèvent des colonnes surmontées d'une figure allégorique ou biblique. Les colonnes et les statues étaient à l'origine polychromes, comme on peut d'ailleurs en voir à Berne par exemple. Les onze fontaines sculptées de Fribourg :
- La fontaine de Saint-Georges (1524-1525, par Hans Geiler), place de l'Hôtel-de-Ville ;
- La fontaine de la Vaillance (1549-1550, par Hans Gieng), près du chœur de la cathédrale, rue du Pont-Suspendu ;
- La fontaine de Samson (1547, par Hans Gieng), place Notre-Dame ;

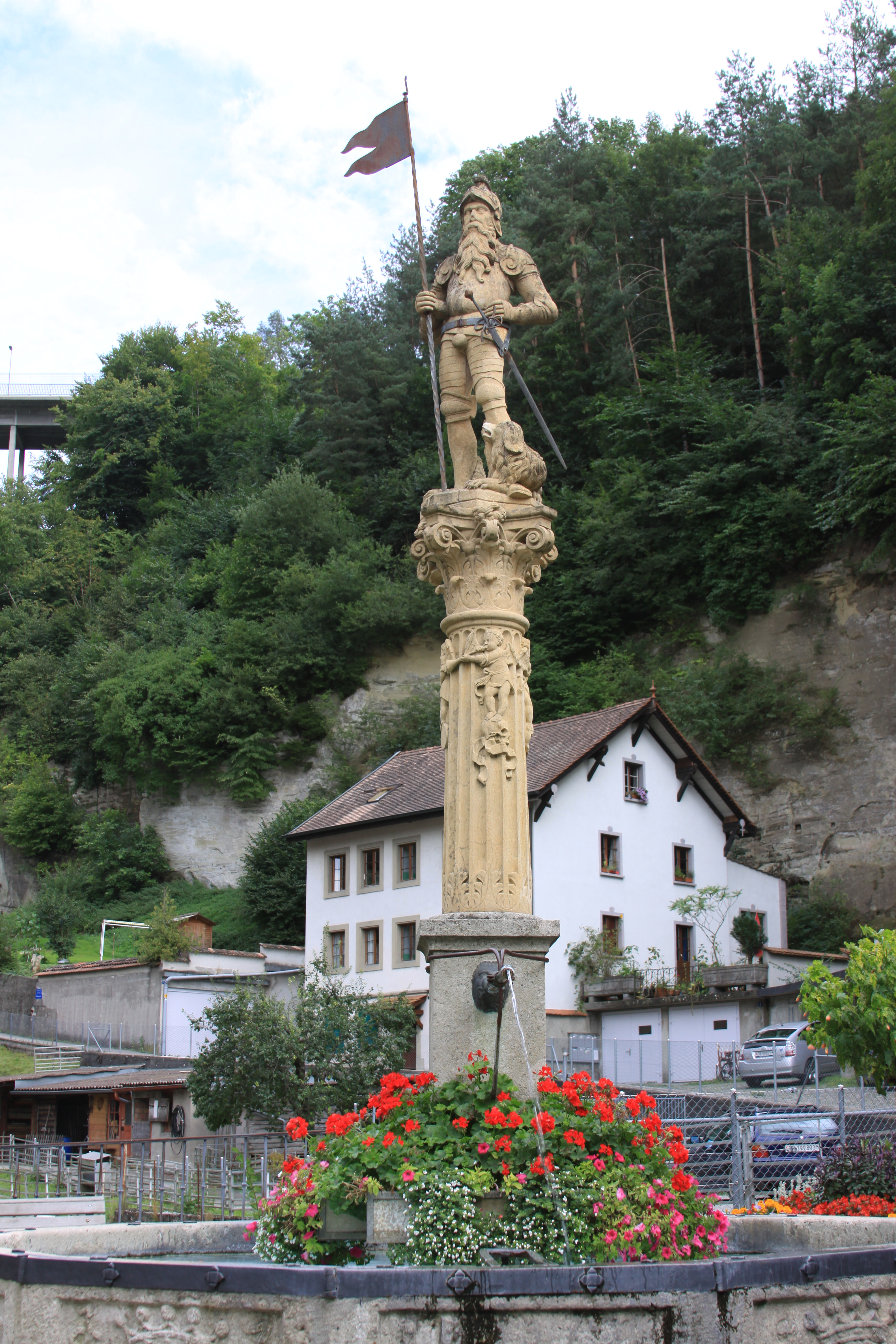
Fontaine de la Fidélité

- La fontaine de la Force (1549-1550, par Hans Gieng), Court-Chemin, représentée sous les traits d'une jeune femme casquée ;
- La fontaine du Sauvage (1626-1627, par Stefan Ammann), place du Pertuis ;
- La fontaine de Saint-Jean (1547, par Hans Gieng), Planche-Supérieure ; il s'agit de saint Jean-Baptiste ;
- La fontaine de Sainte-Anne (1557-1559, par Hans Gieng), place du Petit-Saint-Jean ;
- La fontaine de la Samaritaine (1550-1551, par Hans Gieng), rue de la Samaritaine ;
- La fontaine de la Fidélité (1606, par Stefan Ammann), rue des Forgerons, représentée sous les traits d'un banneret accompagné d'un chien ;
- La fontaine de Saint-Pierre (1592, Stefan Ammann), rue du Criblet, originellement placée à la place Georges-Python ;
- La fontaine de Notre-Dame (1935, François Baud sur un modèle de la fin du XVIIIe siècle), rue Pierre-Aeby, au-dessus du marché au poisson[24].

On peut également mentionner la fontaine réalisée par Jean Tinguely en 1984, en hommage au coureur automobile Joseph Siffert. Elle se dresse aux Grands-Places.

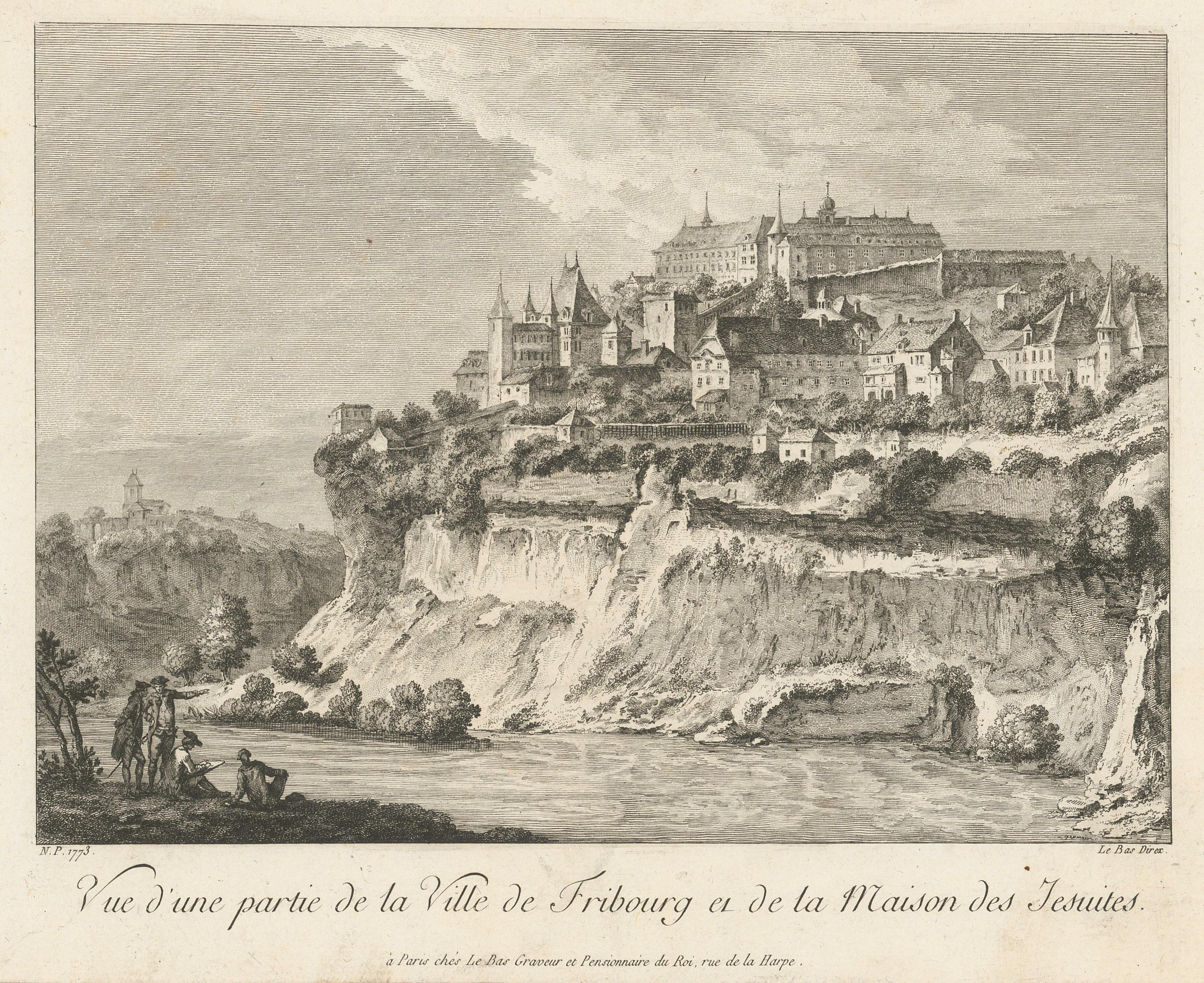
Vue de la ville de Fribourg et de la maison des Jesuites, gravure de 1773 environ

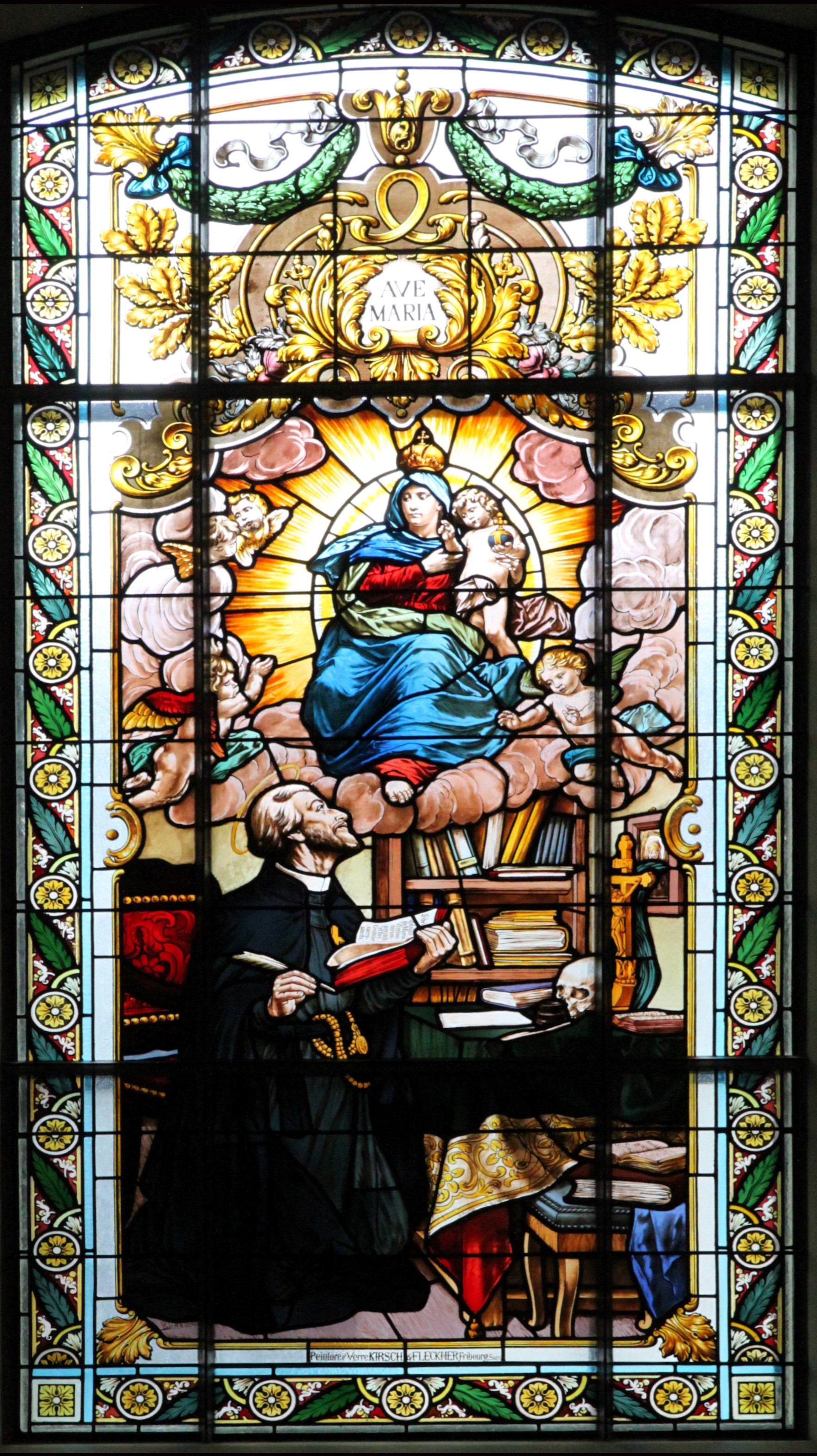
Vitrail représentant Saint Pierre Canisius et l'Assomption dans la basilique Notre-Dame de Fribourg (Kirsch & Fleckner, 1897)

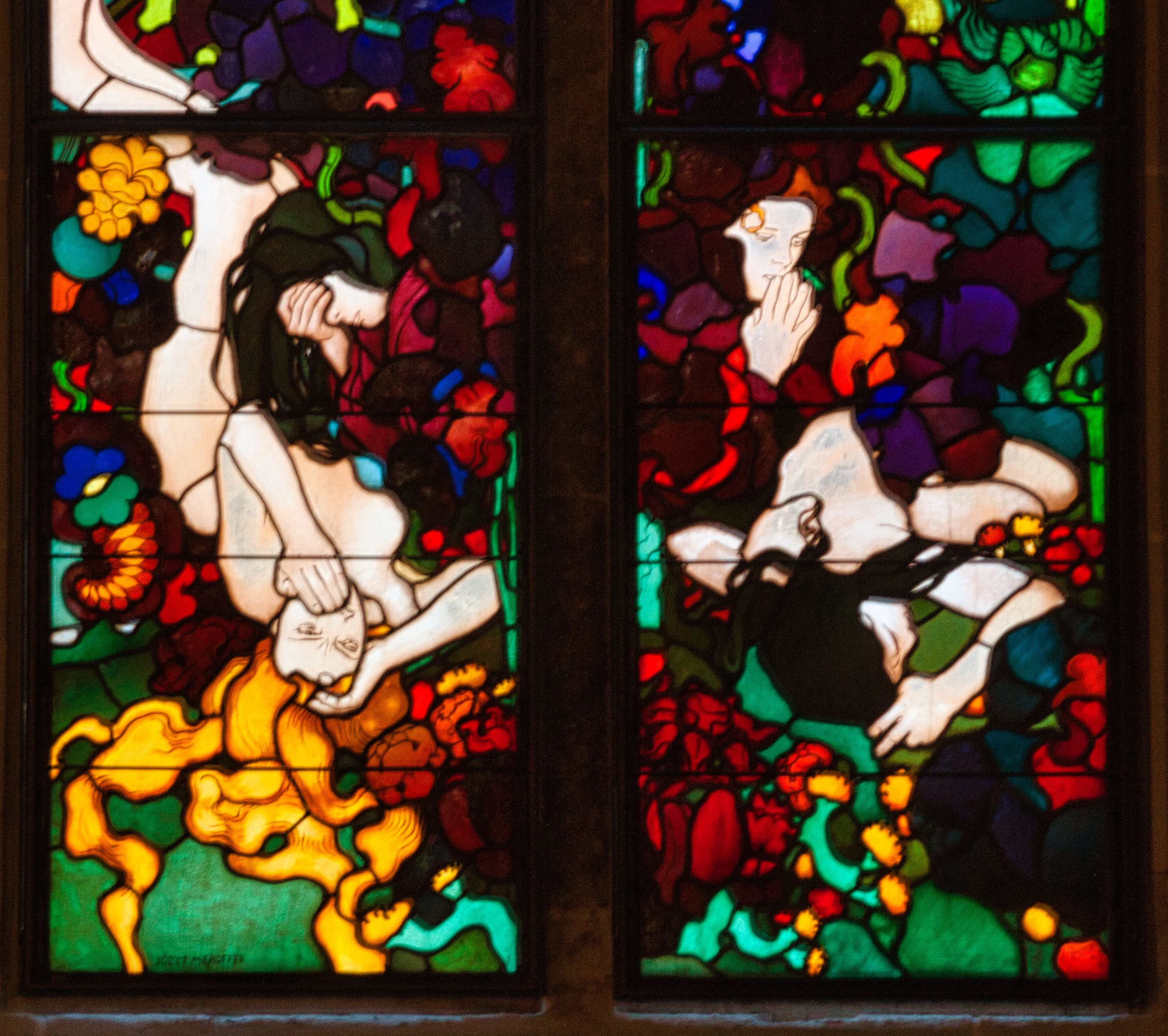
Détail des vitraux des martyrs à la cathédrale: sainte-Cathérine et Barbe, œuvre d'Art nouveau par Józef Mehoffer

### Vie culturelle

#### Théâtres et salles de spectacle
Depuis décembre 2011, une nouvelle salle, nommée Équilibre et sise aux Grands-Places, offre aux 690 spectateurs musique, opéra, danse et théâtre,. En attendant, la saison de spectacles se déroule dans la salle Nuithonie de 476 places, à Villars-sur-Glâne. Celle-ci propose une trentaine de spectacles par saison. La programmation de la salle Nuithonie et celle d'Équilibre se voudront complémentaires et sont financées non seulement par la ville de Fribourg mais également par les communes membres de l'AGGLO.
Fribourg abrite d'autres structures comme le théâtre de la Cité, un petit théâtre de 120 places et le Kellertheater, de 75 places. Ces deux petits théâtres sis en basse-ville abritent des troupes amateurs qui proposent une dizaine de spectacles par saison. Le théâtre de la marionnette, dans le quartier de l'Auge, propose également une dizaine de spectacles par année.
Le café-théâtre et l'humour sont représentés avec le Bilboquet dans le quartier de Pérolles.

#### Musique
L'Opéra de Fribourg est né en 1986 et propose chaque année en janvier une production d'une dizaine de représentations en collaboration avec l'Orchestre de chambre fribourgeois. Ce dernier a été fondé en 2008 et propose une saison de 8 concerts, seul ou en collaboration avec d'autres acteurs culturels. Fribourg dispose également d'un orchestre amateur, l'orchestre de la ville et de l'université de Fribourg qui propose deux à trois concerts par année, et d'un orchestre de jeunes, l'orchestre des jeunes de Fribourg, qui présente 10 concerts par année, un par mois.
Les musiques actuelles sont également très diffusées grâce à Fri-Son. Ce lieu inauguré en 1983 sur une friche industrielle est devenu, grâce à sa relative grande taille (1500 places) un lieu renommé avec près de 200 concerts par an. Sa programmation est très éclectique. Fribourg abrite d'autres salles plus petites, comme le Bilboquet ou La Spirale qui est essentiellement consacrée au jazz. Le centre culturel du Nouveau Monde possède une salle de 300 places et accueille théâtres, spectacles de danse, concerts et meetings politiques. La salle est attenante au café de l'ancienne gare.

#### Événements culturels

##### Musiques, danse et théâtre
Fribourg accueille plusieurs festivals musicaux de renommée internationale. Le plus ancien, les Rencontres de folklore internationales, a été créé en 1975. Il rassemble chaque année en août des groupes folkloriques du monde entier sur une dizaine de jours. Le Festival international de musiques sacrées de Fribourg, créé en 1986, a lieu une année sur deux et propose une dizaine de concerts dans l'église du Collège Saint Michel. Le Festival du Lied propose chaque année depuis 2001 une série de concerts à l'aula de l'Université. Le Festival International de la Guitare de Fribourg est plus thématique et propose des concerts de tous les styles : ethno, classique, expérimental, flamenco ou folk.
L'été est également la saison de deux manifestations importantes qui se déroulent en plein air : Les Georges, créé en 2014 et qui a lieu sur la place Georges-Python et le Belluard Bollwerk International, un festival très éclectique qui a lieu dans be belluard, une partie de l'enceinte médiévale située dans le quartier d'Alt.

##### Cinéma
Fribourg accueille un important Festival international de Films, consacré aux films du Sud et que fréquentent 40 000 spectateurs. L'édition 2016 a par exemple proposé plus de 130 films sur 8 jours.

##### Manifestations religieuses et populaires
Trois manifestations majeures rythment le calendrier fribourgeois. La première, la Fête-Dieu, a lieu en mai-juin (soixante jours après Pâques). C'est une fête catholique marquée par une messe en plein-air dans la cour du collège Saint-Michel et une procession à travers la ville haute. Les premiers communiants de l'année sont à l'honneur et défilent auprès de l'évêque qui s'avance d'un pas solennel, portant l'ostensoir. Viennent ensuite fanfare et autorités politiques. Le cortège s'arrête devant chaque reposoir pour prier et chanter, puis retourne à la cathédrale.
La Saint-Nicolas a lieu le premier samedi de décembre. En fin de journée, Saint Nicolas déambule sur un âne et salue la foule, escorté des pères fouettards qui distribuent des friandises aux enfants. En fin de parcours, depuis le balcon de la cathédrale, il adresse au peuple de Fribourg venu le célébrer un discours moralisateur, inspiré des événements de l'année écoulée. Près de 30 000 personnes assistent au cortège et au discours en 2019.
Le Carnaval des Bolzes envahit la basse-ville chaque année en février. Cortèges, Guggenmusiks, déguisements et chaude ambiance dans les bars durent une dizaine de jours.

#### Musées
Le musée d'Art et d'Histoire de Fribourg expose des œuvres d'art et relate l'histoire du canton et de la ville. Une annexe, l'Espace Jean Tinguely - Niki de Saint Phalle, installée en 1998 dans l'ancien dépôt des tramways, est consacrée aux deux artistes en particulier. Le Musée d'histoire naturelle est consacré essentiellement à la flore et au patrimoine naturel fribourgeois, notamment une baleine naturalisée. Le centre Fri-Art s'est installé en 1990 dans une ancienne cartonnerie du quartier de la Neuveville. Le Musée Gutenberg, situé dans l'ancien grenier de la ville, est consacré à l'histoire de l'imprimerie.
Le Musée suisse de la marionnette possède une collection de 30 000 pièces historiques ou contemporaines issues du monde entier. Le Musée de la bière Cardinal retrace l'histoire de la bière et de la marque Cardinal en particulier. Quant au Musée Wassmer, il expose près de 250 machines à coudre et autres objets insolites dans une bâtisse médiévale de la Grand-Rue.

#### Bibliothèques
La Bibliothèque cantonale et universitaire conserve environ 3,5 millions de documents de toutes natures dont 537 incunables dans sa centrale et ses 21 bibliothèques décentralisées. Elle a été fondée en 1848. Elle propose également des expositions et des activités culturelles sous forme de conférences ou de lectures.
La Bibliothèque de la Ville, plus orientée vers les loisirs, propose un fonds de 45 000 documents en français et en allemand, dont plus de 13 000 sont destinés au jeune public. Créée en 1978, elle est située dans l'ancien hôpital des Bourgeois. Elle organise également des expositions et des activités de lecture pour les enfants.
La ville abrite également une Bibliothèque interculturelle qui propose des ouvrages dans 150 langues. Elle est installée à l'avenue du Midi.

#### Fribourg dans la littérature
La ville et le canton de Fribourg ont été décrits ou évoqués par de nombreux écrivains et voyageurs, parmi lesquels Alexandre Dumas (père) (Impressions de voyage : Suisse, 1832), George Sand (Lettres d’un voyageur, 1836), Léon Savary (Fribourg, 1929), Gonzague de Reynold (Le génie de Berne et l’âme de Fribourg, 1934), Charles-Albert Cingria (Musiques de Fribourg, 1945), Niklaus Meienberg (Reportagen aus der Schweiz, 1975), Michel Butor (Don Juan à Fribourg, 1981), Antoine Dousse (La nuit, la source, 1985), Jacques Chessex (Jonas, 1987, ainsi que Monsieur), Nicolas Bouvier (Démons et merveilles, 1987) et bien d'autres. Depuis 2014, un journal littéraire fribourgeois nommé L'Épître diffuse chaque semaine différents textes soumis par de jeunes auteurs à un comité de lecture. Il est diffusé en ligne, afin de populariser la création littéraire de la ville.

#### Médias
La presse locale est dominée par deux quotidiens cantonaux édités par le groupe St-Paul : La Liberté, en français, tiré à 38 000 exemplaires et les Freiburger Nachrichten, en allemand, tiré à 16 000 exemplaires.
La commune édite chaque mois un bulletin d'information gratuit distribué dans les boîtes aux lettres : 1700.
Deux chaînes de radio sont en outre installées à Fribourg :
- Radio Fribourg, une radio privée généraliste dont les studios sont situés à la rue de Romont. Elle diffuse une programmation musicale axée pop rock ;
- Radio Freiburg, son pendant germanophone.

Enfin, en plus d'un studio décentralisé de la RTS, Fribourg abrite au boulevard de Pérolles des studios de la chaîne de télévision régionale privée La Télé, créée en 2009.

#### Cinémas
La ville de Fribourg compte 13 salles de cinéma réparties dans un multiplexe de 10 salles inaugurées en 2007, Arena Cinemas, situé sur l'Avenue de la Gare, et 3 autres regroupées dans le cinéma du Rex, inauguré en 1948, sur le boulevard de Pérolles. Le Rex compte 498 places pour les trois salles et Arena Cinemas dispose de 1 872 places. Les deux cinémas sont à vocation généraliste ; le Rex offre cependant une programmation moins axée sur les blockbusters et un peu plus art et essai.
En 2007, lorsque Cap'Ciné ouvre à Fribourg, le multiplexe s'appelant désormais Arena Cinemas, la ville de Fribourg comptait 7 salles de cinéma. Le nombre passais ainsi à 17. Le Cinéma du Corso (Boulevard de Pérolles 15), inauguré en 1948 et reconstruit et modernisé en 2005, ferme ses portes au printemps 2010, victime de la concurrence.
La première projection d'images animées dans la ville a d'ailleurs lieu en 1896, alors que le cinéma n'a été créé que fin décembre 1895.

### Gastronomie
Depuis le 31 octobre 2023, la ville de Fribourg fait partie du réseau des villes créatives de l'UNESCO dans la catégorie « gastronomie ». Créé en 2004, ce réseau regroupe 350 villes du monde dans sept catégories. Seules deux villes suisses en font partie, Fribourg et Montreux, entrée à la même date dans la catégorie « musique »,.

### Personnalités liées à Fribourg
Plusieurs personnalités sont nées à Fribourg, tels le peintre Hans Fries, le chef d'entreprise spécialiste d'Internet Pierre Hemmer, l'archéologue Henry Reichlen, le naturaliste et explorateur Georges Claraz (1832-1930), le commandant de la Garde Suisse Pontificale Jules Repond, l'artiste Jean Tinguely ou le coureur automobile Joseph Siffert, le sculpteur et peintre Antoine Claraz (en), le photographe Michel Roggo de renom international pour ses photos subaquatiques, le musicien et chansonnier Gabby Marchand, le musicien rock Franz Treichler, premier récipiendaire du Prix suisse de musique en 2014, la députée Elisabeth Déglise, l'écrivaine Marie-Christine Horn, la metteuse en scène Audrey Brohy, l'archiviste Jeanne Niquille ou encore Madeleine Emma Joye-Thévoz, pionnière de la lutte pour le suffrage féminin.
La ville a reçu des personnages historiques comme saint Pierre Canisius, fondateur du collège Saint Michel ou Louis d'Affry, premier Landamann de la Suisse.
Le Collège Saint Michel et l'université ont en outre accueilli sur leurs bancs de nombreuses personnalités comme l'écrivain Pierre-Henri Simon, l'écrivain Léon Savary, le Père Joseph-Marie Timon-David, l'abbé compositeur Joseph Bovet, l'écrivain Jacques Chessex, l'écrivain Antoine de Saint-Exupéry, l'animateur Michel Dénériaz, l'ancien conseiller fédéral Joseph Deiss, le poète Emile Gardaz, le chef d'orchestre Armin Jordan, le cardinal Charles Journet, le conseiller d'État Georges Python, principal fondateur en 1891 de l'Université de Fribourg, le comte Gonzague de Reynold, historien et écrivain, le botaniste Ernest Wilczek ou le premier président d'Israël Chaim Weizmann.

### Héraldique, logotype et devise
| Blason de Fribourg | Blason  | D'azur à la tour crénelée d'argent, senestrée d'un avant-mur crénelé du même et s'abaissant en deux degrés ; un demi-anneau d'argent mouvant en pointe de la tour et du mur.                                                                      |
| Blason de Fribourg | Détails | La tour l'avant-mur et l'anneau apparaissent dès le XIIIe siècle, néanmoins à partir du XVIIe siècle le fonds est souvent celui des armoiries du canton de Fribourg. Les armoiries de la commune sont adoptées par le canton de Fribourg en 1803. |

Le logotype créé début 2013 dans une version francophone est abandonné à la suite de nombreuses réactions des élus germanophones. La ville, qui prône le bilinguisme depuis des années, revoit sa copie et reporte la nouvelle identité visuelle de deux ou trois ans.

Drapeau.
Logo dès 2003.
Logo de la ville du 28 février au 30 avril 2013.
Logo actuel.